# Santa Cruz de la Sierra
Santa Cruz de la Sierra, conocida simplemente como Santa Cruz, es una ciudad de Bolivia, ubicada en los llanos orientales del país, en la Cuenca del Amazonas, a orillas del río Piraí. Es también la capital del departamento de Santa Cruz. Actualmente es la ciudad más poblada del país con más de 1,6 millones de habitantes en 2024 y 2 millones en su área metropolitana.  Tiene el mayor producto regional bruto de Bolivia, y es una de las ciudades más desarrolladas del país, con un indicador municipal de desarrollo sostenible elevado de 64,1.
La ciudad forma parte del municipio homónimo y es el epicentro de la área metropolitana de Santa Cruz de la Sierra, que es actualmente el núcleo urbano más poblado de Bolivia, con una población estimada de 2,1 millones de habitantes en el 2024. Esta área metropolitana está formada por una conurbación de siete municipios en la región circundante: Santa Cruz de la Sierra, La Guardia, Warnes, Cotoca, El Torno, Porongo y Montero. Por su crecimiento, también abarcaría a los municipios de Colpa Bélgica y Pailón, según el Gobierno Autónomo Departamental de Santa Cruz.
Fundada el 26 de febrero de 1561 por el capitán español Ñuflo de Chaves, la ciudad sufrió varios cambios de ubicación. En el siglo XVII, la zona se convirtió en centro de expediciones misioneras evangelizadoras. El 24 de septiembre de 1810, se dio su primer grito libertario contra el dominio español. En 1932, en el sur del país, se desató la guerra por el territorio del Chaco donde el Paraguay llegó hasta la localidad de Charagua ubicado en la provincia Cordillera del departamento de Santa Cruz. Desde la década de 1950, debido a la integración física con el resto del país, la ciudad experimentó un fuerte crecimiento demográfico. Actualmente Santa Cruz de la Sierra es una urbe dinámica, cosmopolita y es considerada motor económico e industrial de Bolivia, pues su área metropolitana es la más extensa y concentra una importante cantidad de industrias: agropecuarias, forestales, mineras e hidrocarburíferas.

## Historia

### Época precolonial

Hombre chané (arawak) fotografiado en 1909.

El espacio geográfico actual de la ciudad de Santa Cruz de la Sierra era conocido por el nombre de Las Llanuras del Grigotá por los indios Chanés, una etnia de origen Arawak que inmigró desde el mar Caribe desde hace 2500 años ocupando los llanos del oriente boliviano. Los chané llamaban Grigotá a sus reyes. A partir del siglo XVI, la zona fue conquistada por bandas guaraníes que emigraban desde sudeste, actualmente tierras del Paraguay y Brasil. La causa de este éxodo, realizado en varios tiempos, se debe a la búsqueda de la legendaria Tierra Sin Mal.
El Chiriguanae o Chiriguaná surge por el mestizaje chané-guaraní, que ha sido interpretado como "el que tiene esposa chané". Los chiriguanos que adoptaron lengua y costumbres guaraníes identificándose a sí mismos como guaraníes, fueron temidos tanto por las etnias nativas como por la resistencia hacia los colonos españoles, siendo el único grupo indígena al cual la monarquía española declaró oficialmente la guerra bajo el gobierno del virrey Francisco de Toledo en 1573.

### Época colonial

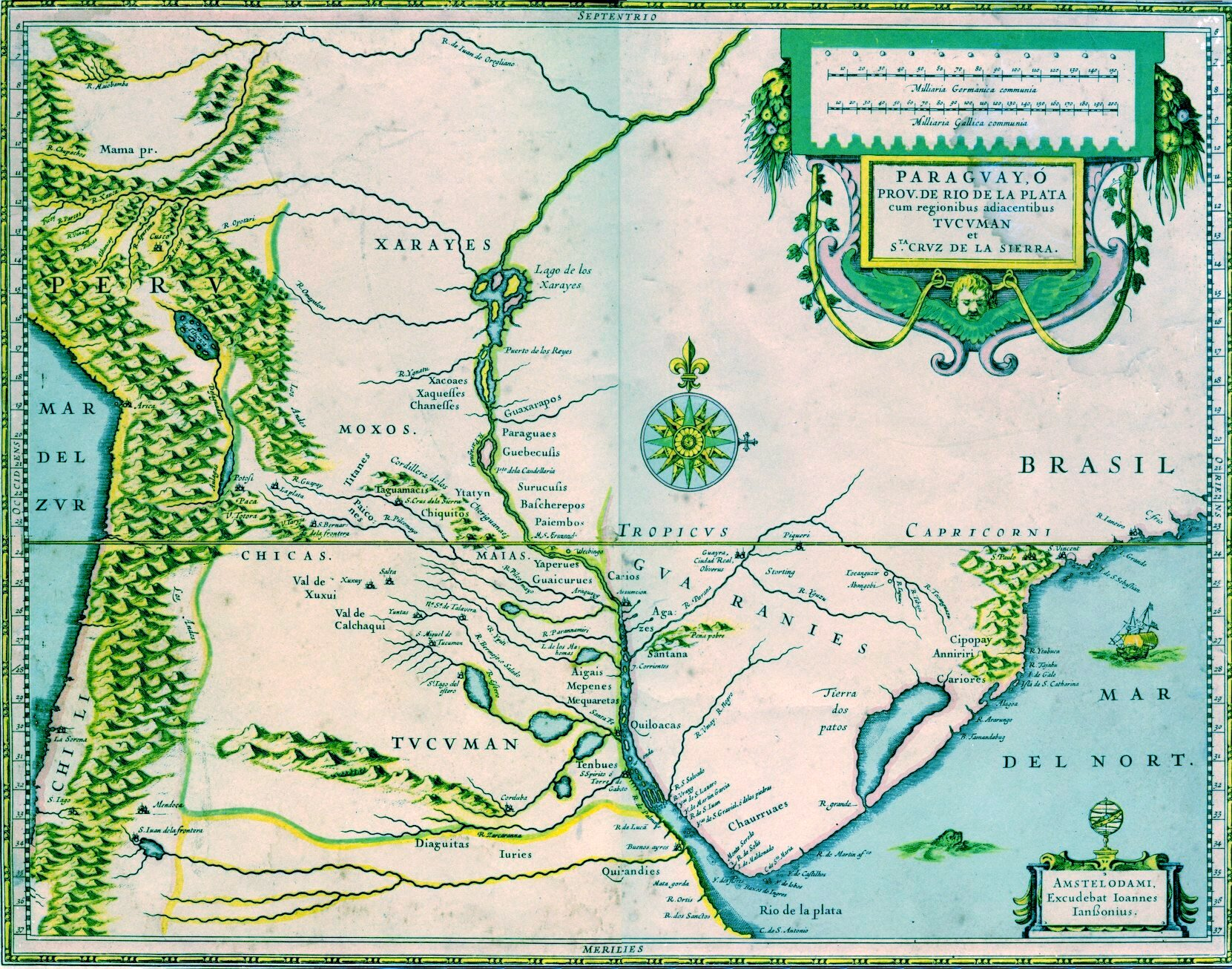
Gobernaciones del Río de la Plata y Paraguay y del Tucumán, y las provincias de Charcas y de Santa Cruz de la Sierra (año 1600).

La Real Audiencia de Charcas fue creada en 1559 con sede en La Plata (actual Sucre), teniendo jurisdicción sobre vastos territorios, incluyendo Santa Cruz de la Sierra, que fue fundada luego el 26 de febrero de 1561 por Ñuflo de Chaves, tras una expedición integrada por 158 soldados que partieron desde la ciudad de Asunción del Paraguay. La nueva población fue bautizada con el nombre de Santa Cruz de la Sierra en honor al pueblo natal en la Extremadura castellana del fundador. La fundación se realizó a orillas del arroyo Sutó de la serranía de Chiquitos —actual yacimiento arqueológico de Santa Cruz la Vieja— como una avanzada al este de los territorios ocupados por el Imperio español (próxima a donde hoy se asienta San José de Chiquitos que fuera fundada como pueblo de misión jesuita de la Chiquitania en 1697). Tras la fundación, Ñuflo de Chaves marchó a Asunción y consiguió convencer a los pobladores de aquella ciudad para que emigraran a Santa Cruz de la Sierra. El gobernador, el obispo y una gran mayoría de los pobladores de Asunción emigraron a Santa Cruz de la Sierra; donde fueron bien recibidos.
Se asentaron en Santa Cruz de la Sierra, que fue sumando población y provocando un desarrollo vertiginoso que llegó a casi 40 manzanas urbanizadas, convirtiéndola en la más importante de la región platense. Un cronista de la época registró la vida de Santa Cruz de la Sierra en 1564:

“De los que entraren se quedarán 
más de los que querrán,
porque hay bien de comer y hospédanles 
con mucha familiaridad y cortesía...
Ruy González

Cuando Chaves preparaba una expedición para llegar a territorios de los Moxos en el mes de septiembre de 1568, fue asesinado a manos de un indígena en la provincia de Itatín, mientras descansaba después de celebrar una reunión de caciques.
Posteriormente fue fundada la ciudad de San Lorenzo el Real de la Frontera por el gobernador Lorenzo Suárez de Figueroa el 13 de septiembre de 1590 en la orilla izquierda del río Guapay —en el lugar que estuviera la efímera Nueva Asunción de la Barranca desde el 18 de agosto de 1559, erigida por Chaves, y fuera destruida por los aborígenes en 1564— y luego fue trasladada hacia el este el 21 de mayo de 1595, en los llanos de Grigotá del Chaco Boreal —en donde estaba desde 1584 el fuerte de Santa Ana de Grigotá, cerca de Santa Cruz la Vieja y de la posterior misión ya citada de San José de Chiquitos— y quien nombró como su primer teniente de gobernador general de San Lorenzo a Gonzalo Solís de Holguín. Esta ciudad llegó a rivalizar mucho con la ciudad de Santa Cruz de la Sierra.
Por avatares históricos la ciudad de Santa Cruz tuvo dos traslados, después de muchas penurias, los pobladores de la primigenia urbe se trasladaron en 1590 por disposición de la Real Audiencia de Charcas a otro sitio cercano a lo que ahora es el «Santuario de Cotoca», donde se asentaron manteniendo el nombre de la ciudad natal: Santa Cruz de la Sierra (II). En 1591, parte de la gente llegada de la Chiquitania siguió su viaje hasta San Lorenzo la Real de la Frontera del río Guapay. Santa Cruz de la Sierra, en el lugar de su primera fundación (en la Chiquitania), tuvo una existencia de 43 años. Después de 17 años de vivir en Cotoca, la mayor parte de su gente aceptó a los padres jesuitas, y a la propuesta favorable del entonces teniente de gobernador cruceño Diego de Trejo (ca. 1620-1637) al gobernador provincial Nuño de la Cueva (1619-1623) de trasladarse al lugar donde actualmente está la ciudad de Santa Cruz de la Sierra (III) y a la cual se le sumaría la población de la ciudad de San Lorenzo el Real de la Frontera. Fue así que el 9 de noviembre de 1621 se fusionaron ambas ciudades para constituirse en una sola.
La provincia de Santa Cruz de la Sierra fue el principal escenario para el establecimiento de asentamientos jesuitas, misiones o reducciones indígenas. Debido a la presencia de numerosos pueblos indígenas en la región, muchos de ellos aún resistiendo el avance español, la labor misionera de los jesuitas alcanzó su apogeo con la evangelización de estas comunidades y la construcción de complejos misionales que perduran hasta la actualidad. Estos conjuntos han sido reconocidos por la Unesco como Patrimonio Cultural de la Humanidad, y Bolivia alberga algunos de los asentamientos más representativos de las Misiones Jesuíticas del Nuevo Mundo.

### Independencia

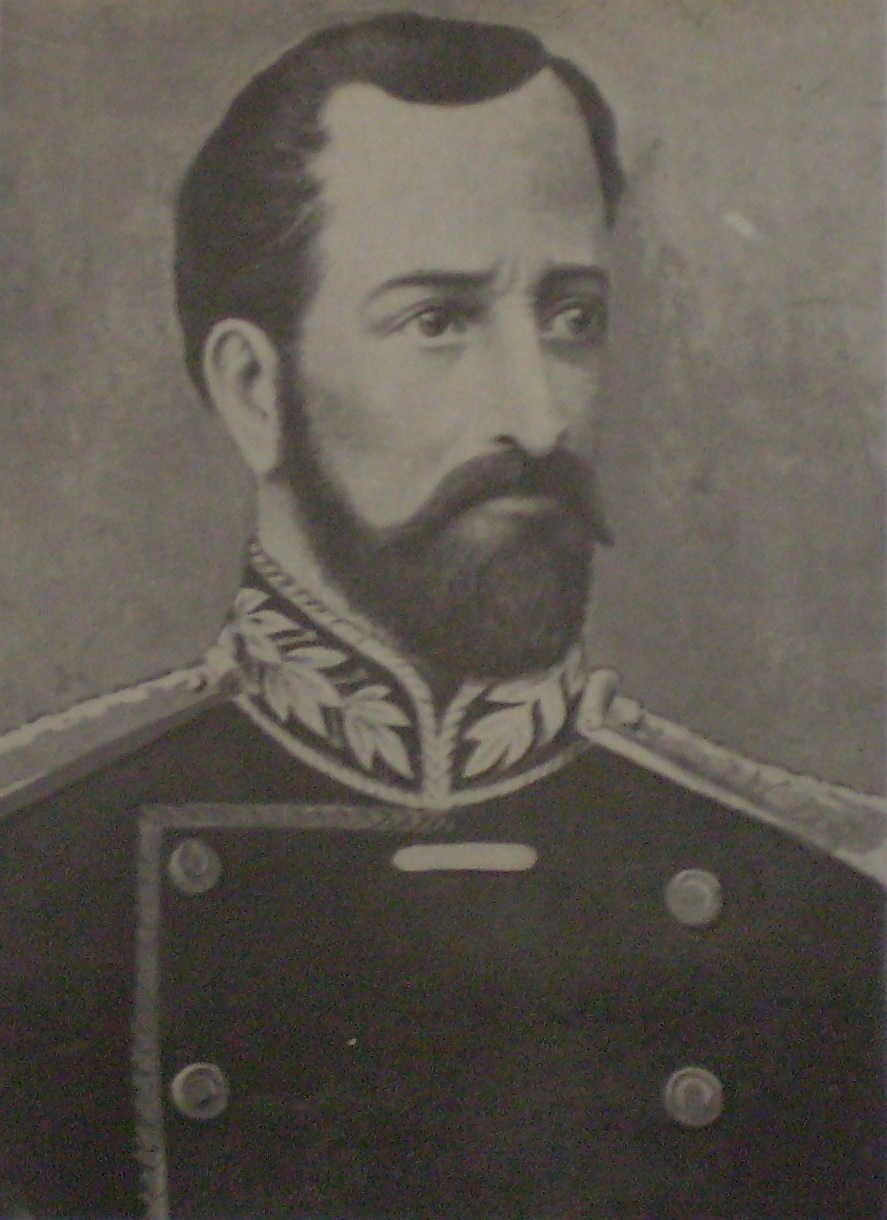
Ignacio Warnes, uno de los próceres de la independencia cruceña.

Ya para el siglo XIX, en una América que se encontraba totalmente convulsionada a causa de la pérdida de la unidad doctrinal, empezaron a darse levantamientos en contra del imperio español. En el actual territorio boliviano surgieron los movimientos independentistas como la Revolución de Chuquisaca y la Revolución de La Paz en 1809. En la primera revolución participó el cruceño Antonio Vicente Seoane, que luego, junto con Juan Manuel Lemoine, convencieron al Coronel Antonio Suárez de Arteaga el 24 de septiembre de 1810 de unirse a la causa revolucionaria y amotinarse a las milicias a su mando. Los ciudadanos se reunieron en un cabildo abierto para decidir la destitución de las autoridades españolas, entre ellas el subdelegado Pedro José Toledo Pimentel, y la constitución de una junta de gobierno.
Así mismo, antes del grito libertario de Santa Cruz de la Sierra en 1810, se dio en la villa una rebelión afro-indígena entre el 15 y el 20 de agosto de 1809, impulsado por los sucesos ocurridos en Chuquisaca y La Paz. Esta rebelión estaba compuesta por negros libres portugueses, negros esclavos, negros mulatos e indígenas tributarios de Santa Cruz de la Sierra, con el objetivo de ejecutar a los criollos de Santa Cruz. Sin embargo, tres días antes de su ejecución, la rebelión fue descubierta detenida por acción de las autoridades de la ciudad. Muchos de sus impulsores fueron ejecutados, otros enviados presos a la sede de la Real Audiencia de Charcas y otros fugaron al monte.
Luego del grito libertario de 1810, Santa Cruz de la Sierra decidió dejar de ser parte del dominio español para ser otra cosa que se iría configurando en los siguientes 15 años. En estos sucesos destacaron de manera especial las figuras de Ignacio Warnes José Manuel Mercado Ana Barba y José Manuel Baca, conocido también como Cañoto.
En este periodo Santa Cruz conformó un Ejército patriota cruceño de línea, que en la estrategia continental se constituyó en la fuerza del Centro. Con esta División Santa Cruz contribuyó al proceso de emancipación librando las siguientes batallas: Batalla de Florida, Batalla de Santa Bárbara y Batalla de El Pari. 
Después de 15 años de lucha, finalmente el 15 de febrero de 1825 se proclamó la Independencia definitiva en Santa Cruz de la Sierra y sus territorios, a cargo del Cabildo y su Gobernador patriota. El día antes, el entonces coronel José Manuel Mercado había ingresado a la ciudad con la Caballería cruceña, tomando la Plaza, la Gobernación y los cuarteles.    
El 9 de febrero de 1825, el general Antonio José de Sucre promulgó un decreto que mandó convocar a todas las provincias de Charcas a una asamblea constituyente. De acuerdo al decreto, Santa Cruz de la Sierra eligió a Antonio Vicente Seoane y a Vicente Caballero como representantes para asistir a la asamblea constituyente de la Audiencia de Charcas, que daría nacimiento a la República de Bolivia. Por diversas circunstancias, los representantes de Santa Cruz no llegaron a tiempo a las deliberaciones, pero sí para la firma del acta de la independencia el 6 de agosto de 1825.
El advenimiento de la República cambió el estatus político-administrativo de la región, pasando a constituirse como departamento de Santa Cruz y convirtiéndose en uno de los cinco departamentos fundadores de Bolivia, a la vez que Santa Cruz de la Sierra sería designada capital de dicho departamento.

### Inicios delSigloXX

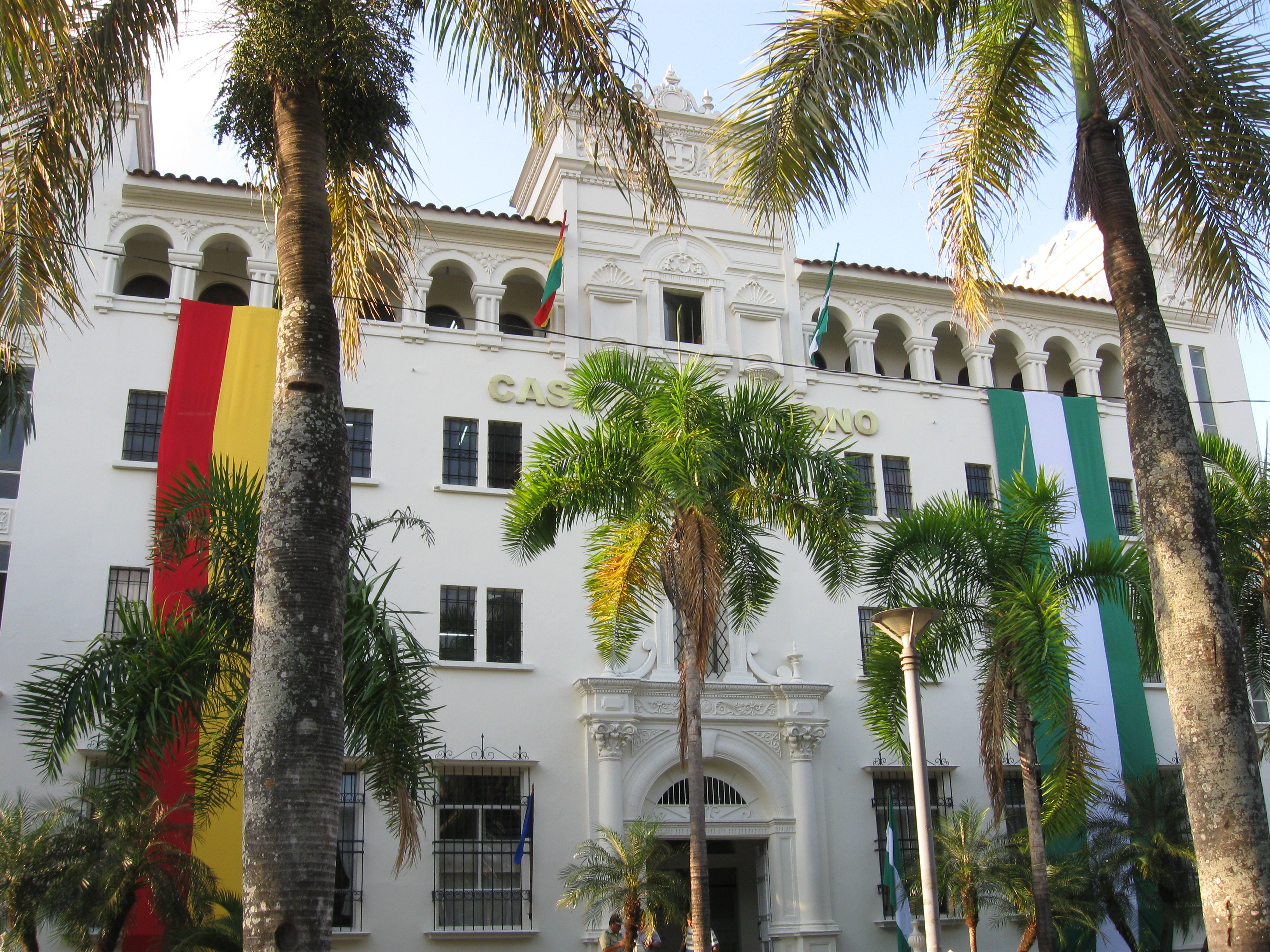
La antigua alcaldía de la ciudad, actualmente la sede del Gobierno Autónomo de Santa Cruz de la Sierra

Algunos analistas como Pinto Mosqueira consideran en este siglo varias corrientes políticas. La primera la denomina ‘integracionista’, con algunas ideas de tinte nacionalista. Esta línea se refleja en el contenido del Memorándum de 1904, presentada por la Sociedad de Estudios Geográficos e Históricos de Santa Cruz al Congreso de Bolivia, que en una de sus partes decía: “Pedimos ferrocarril, porque tenemos derecho a pedirlo, no para beneficio del Oriente, sino para el bienestar general de la República; porque nuestra conciencia y buena fe nos obliga a demostrar la verdad, descorriendo el velo provincialista que cubre los ojos de nuestros compatriotas del Occidente”. En resumen, el Memorándum de 1904 debe entenderse como un ‘proyecto geopolítico de desarrollo nacional’, quizás el primero desde el nacimiento de la República, que buscaba integrar el territorio nacional desde el río Paraguay o el Pilcomayo hasta las cuencas del Amazonas y el Ande, con el propósito de salvar a Bolivia de su enclaustramiento (Memorándum 2003. Boletín de la Sociedad de Estudios Geográficos e Históricos de Santa Cruz. N.º 55. 2003: 58).
En esta línea, un hecho muy singular a destacar fue la creación de los partidos regionalista y orientalista. Como antecedente, recordemos que los Tratados de paz con Brasil en 1903 y con Chile en 1904, otorgaban parte del dinero que los liberales usaron para construir ferrocarriles que vinculen al mundo andino consigo mismo y modernicen las ciudades. Estas líneas férreas no llegaron al oriente. Los cruceños veían en la construcción del ferrocarril que los vincule con el occidente la salida de la pobreza y de la continua crisis económica. Como cada vez se posponía la construcción del ramal Cochabamba - Santa Cruz, en 1920 el nuevo presidente Bautista Saavedra propuso la construcción de un camino carretero en vez de ferrocarriles. Esto fue determinante para que se formaran estos dos partidos políticos cruceños, el ‘Orientalista’ y el ‘Regionalista’, facciones locales del liberal y del republicano. En sus propuestas, que eran nacionales e integracionistas, exigían la construcción de una vía férrea y la inclusión del Oriente en las políticas nacionales. La consigna era ‘ferrocarril o nada’.
Otra corriente Gustavo Pinto la denomina ‘integracionista y asimilacionista’, por identificarse plenamente con el nacionalismo andino-estatal boliviano. Se expresa según este autor, en libros de algunos autores cruceños como Molina Mostajo, Vázquez-Machicado, Enrique Finot, y otros.

Aquí se podría agregar una tercera tendencia durante este siglo. Se trata del llamado ‘socialismo militar’, dirigida por el presidente Teniente General Germán Busch Becerra (1903-1939). Para este héroe de la Guerra del Chaco y firmante de la ley del 11 %:
“el Estado debe ser el regulador justiciero de las relaciones económicas con el fin humano y profundamente nacional de instaurar un régimen de justicia social…Ni con la Rosca ni con Rusia: con Bolivia”.
La Constitución de 1938 que promulgó fue eminentemente de corte socialista y protector de las mayorías nacionales. También dictó el Código de Trabajo y aprobó leyes sociales justas como la Caja de Ahorro Obrero. Estatizó el Banco Central y creó el Banco Minero. Basado en su nacionalismo económico, rompió el pongueaje al súper estado minero con el decreto del 7 de junio de 1939 que obligaba la entrega total de las divisas, que hasta entonces los mineros exportadores manejaban a su arbitrio, lo que no significó “ni la abolición ni la confiscación de la propiedad privada”. Trece años después, madura ya la nación en lo político y social para aplicarlo, determinará la nacionalización de las grandes empresas mineras. Fue pues un precursor el que dio el ímpetu inicial para la liberación económica. (Fernando Díaz de Medina. Retrato de un héroe. El Diario, domingo 28 de agosto de 1966.)

### Integración nacional
En cuarto lugar se presentó el pensamiento político cruceño ‘integracionista y desarrollista’, que siguió los lineamientos del Plan Bohan, implementado por el Movimiento Nacionalista Revolucionario (MNR). En 1942, una misión del gobierno estadounidense dirigida por Merwin Bohan, trazó algunas líneas de acción, convencido de que “Bolivia tenía la capacidad de autoabastecerse, por lo menos en cuanto a producción alimenticia se refería”. Planteaba: 1) La diversificación económica; 2) La construcción de la carretera Cochabamba-Santa Cruz-Montero; Santa Cruz-Camiri; Sucre-Camiri; La Paz-Caranavi-Apolo-Rurrenabaque y Tarija-Villamontes; 3) Inversiones en la industria del petróleo; 4) El apoyo a la producción agropecuaria y la instalación de estaciones experimentales de agricultura y ganadería para garantizar la auto-suficiencia alimentaria, a través de créditos, sustituyendo la importación de productos como el ganado, arroz, azúcar y de materias primas (algodón), que a pesar del potencial que ofrecía Santa Cruz, este no prosperaba debido a las trabas impuestas por las seculares políticas económicas liberales y su precario servicio de transporte. 
De cierta manera, este planteamiento retomó las propuestas del Memorándum de 1904, sobre la integración oriente-occidente. y posteriormente en la demanda del 11 % de regalías petroleras, encabezada por el Comité pro Santa Cruz, creado en 1950 y vanguardizada por Falange Socialista Boliviana (FSB), uno de cuyos máximos líderes fue el abogado cruceño Mario Gutiérrez Gutiérrez. 
En la década de 1950, la construcción de la carretera (actual Ruta 7) entre Santa Cruz de la Sierra y Cochabamba inició la era del despegue económico de la ciudad, así como también las luchas cívicas que lograron rescatar los ingresos económicos para el departamento, fruto de la explotación de los hidrocarburos. Se crearon cooperativas de agua potable, energía eléctrica y teléfonos, sistema que luego de su gran éxito en Santa Cruz de la Sierra sería también implantado en el resto de las ciudades de Bolivia. 
Al igual que otras capitales de departamento, la ciudad de Santa Cruz de la Sierra fue hasta mediados del siglo XX el centro de los demás pueblos y caseríos de su región circundante, "el eje de la identidad y el límite de la lealtad" (Malloy). El aislamiento dio origen a una fuerte personalidad regional en un marco de sociabilidad donde predominaban las relaciones "haciendales" propias de las llamadas "sociedades tradicionales". 

### Segunda mitad delsigloXX

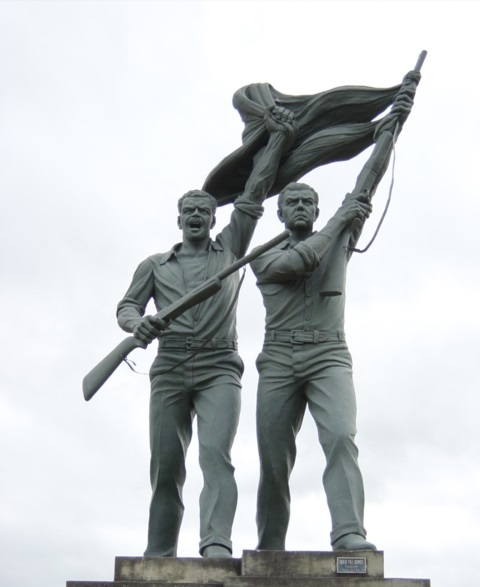
Monumento a Roca y Coronado, luchadores cívicos que lograron el 11 % de regalías por la producción petrolera en beneficio de Santa Cruz y el resto del país.

El 30 de octubre de 1950, la dirigencia de la ciudad creó un nuevo instrumento para luchar a favor del reconocimiento de los fondos que por ley le correspondían, además de velar por el desarrollo de la región. Este instrumento es el actual Comité Pro Santa Cruz, cuyo primer directorio estuvo presidido por Ramón Darío Gutiérrez.
En 1955, el gobierno del MNR promulgó el Código del Petróleo; el artículo 104 de este creó una gran ambigüedad, pues decía que el concesionario debía pagar al Estado "el 11% sobre la producción bruta en boca de pozo". Mientras que la Ley Busch –que no estaba derogada– otorgaba este 11 % a los departamentos productores. A partir de este momento la dirigencia incorporó un nuevo reclamo: una ley interpretativa para el artículo 104.
A fines de los años 1970 surgió una quinta vertiente: el ‘nacionalismo democrático liberal’ dirigida por políticos que conforma Acción Democrática Nacional (ADN), fundada por el coronel cruceño Hugo Banzer Suárez (1926-2002) y presidente de la República en 2 períodos: 1971-1978 (de facto) y 1997-2001 (constitucional).
Finalmente apareció la sexta corriente política cruceña denominada ‘democrática y descentralizadora’ del estado boliviano, que lideró el movimiento cívico cruceño entre 1982 y 2000 y que se expresa en la lucha por el retorno de la democracia en Bolivia, el establecimiento de un régimen de descentralización política-administrativa, cumpliendo con la Constitución de 1964, la elección por voto popular de los municipios y la promulgación de las leyes de Participación Popular y la llamada Descentralización Administrativa, ideadas por profesionales cruceños.
En los años 1970 (a ejemplo del movimiento surgido en Santa Cruz de la Sierra) comenzaron a organizarse en el país varios comités cívicos que tenían como objetivo fundamental buscar mejor distribución de los recursos estatales a favor de las regiones, luchando frontalmente contra el centralismo.
En 1983 ocurrió el gran turbión ocasionado por el río Piraí que se desbordó causando una inundación en un 45 % de la ciudad de Santa Cruz de la Sierra, además de grandes pérdidas humanas y materiales. Fue un hecho que se repitió en 1984 en menor escala, algo que causó conmoción en la población que se volvió a las calles, logrando así atención inmediata a sus demandas y evitando que este hecho se repita a la postre.
Entre 1982 y 1991, Santa Cruz de la Sierra se halló en el momento crucial de la lucha contra el narcotráfico: sus calles se convirtieron en escenario de luchas entre mafias. Esta situación llegó a su fin con la ayuda de países extranjeros y una nueva postura de los gobiernos de turno. Una de las muertes más trágicas cometidas por el narcotráfico fue la del ecologista, biólogo y científico Noel Kempff Mercado, quien murió en compañía de su piloto y otros biólogos españoles. Había luchado por la preservación y conservación del parque ecológico que hoy lleva su nombre.
Tras la restauración del estado de derecho, la sociedad civil de Santa Cruz de la Sierra comenzó la lucha por una mayor descentralización, autoconvocando la elección directa de alcaldes. Hasta aquel momento, el sistema ultracentralista imperante implicaba la designación de los alcaldes por el presidente de la República, acción que acabó con el citado movimiento y que terminaría siendo imitado en todo el país.
El crecimiento demográfico, económico y físico presentó un ritmo tal que, en el lapso de una generación, la localidad pasó de ser un pequeño pueblo de cuarenta mil habitantes a una gran ciudad de más de un millón de habitantes.
Desde los años 1970, Bolivia se estructuró en torno a las tres grandes ciudades del llamado "eje troncal": La Paz, Cochabamba, y Santa Cruz de la Sierra. Estas ciudades son las cabezas de las tres áreas metropolitanas del país.

### SigloXXI

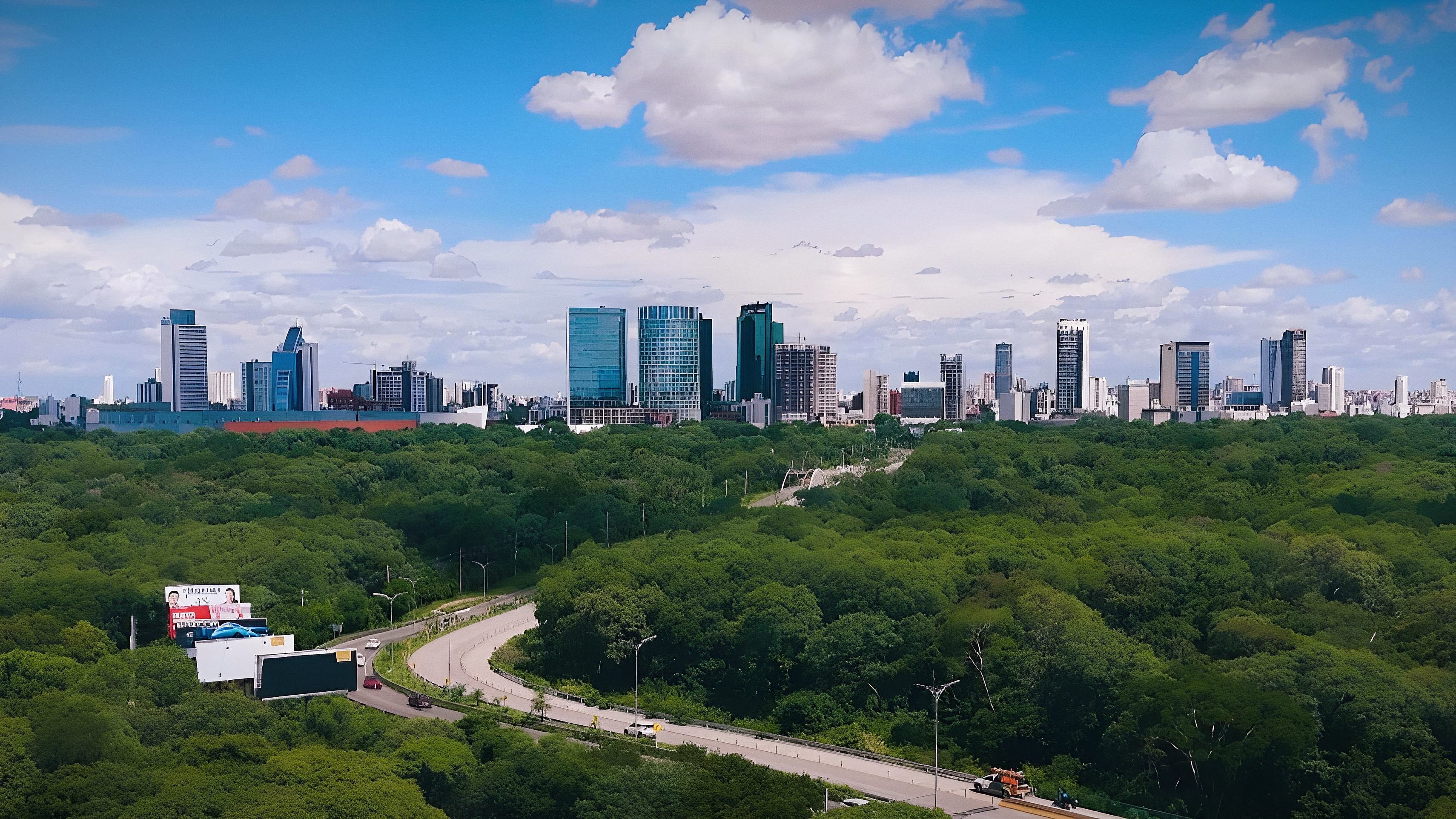
El área metropolitana de Santa Cruz de la Sierra, la más poblada de Bolivia

El dinamismo de la región mantuvo al departamento de Santa Cruz algo alejado de los movimientos insurreccionales que en el año 2003 asolaron a las ciudades de La Paz y El Alto, si bien los efectos económicos negativos se hicieron sentir en la zona. Ya en 2004 se llevó a cabo el primer cabildo de la era contemporánea el 22 de junio de 2004 en el monumento del Cristo Redentor de Santa Cruz de la Sierra, con una multitudinaria concurrencia llamada "El cabildo del millón", que respondió a la convocatoria del Comité Pro Santa Cruz bajo el lema de Autonomía y Trabajo, ante quienes Rubén Costas Aguilera planteó once tareas de este departamento para el resto del país, así como la realización de un referéndum por las autonomías departamentales.
El golpe asestado a la economía regional por el denominado “dieselazo” (decretado por el presidente Carlos D. Mesa Gisbert) encendió los ánimos en enero de 2005, uniendo a los sectores sociales más disímiles de Santa Cruz en un movimiento de unidad favorable a la autonomía de la región oriental y sur de Bolivia, que rápidamente sumó al pedido de abrogación de dicha norma el viejo anhelo de autogobierno, organizando así el segundo cabildo que se llevó a cabo el 28 de enero de 2005, congregando numerosas personas convocadas por la COD (central obrera departamental), las juntas vecinales, la Universidad Autónoma Gabriel René Moreno y el Comité Pro Santa Cruz, lo que significó una legitimación crucial a las demandas sobre autonomía del departamento de Santa Cruz.
Una consecuencia inmediata de dicho Cabildo fue el Decreto Supremo n.º 27988 del mismo día del Cabildo, que permite que el presidente de la República, en uso de sus atribuciones constitucionales, designe prefectos a aquellos que resulten elegidos mediante voto popular en los departamentos. Por ello, los prefectos, ahora elegidos por voto popular, tienen legitimidad soberana.
El tercer cabildo (15 de diciembre de 2006), llamado el Cabildo del Millón por haber congregado a más de un millón de personas entre las ciudades de Trinidad, Tarija, Cobija y Santa Cruz de la Sierra, fue realizado luego que la Asamblea Constituyente incumplió el mandato del referéndum por las autonomías del 2 de julio de 2006.
El referéndum por autonomía se realizó el 4 de mayo de 2008 con una reprobación de menos del 10 por ciento de la población del departamento.
En los últimos años, la ciudad se erigió como puerta de Bolivia al mundo, siendo sede de eventos internacionales como: la Cumbre Iberoamericana y la Cumbre del G77.

## Geografía

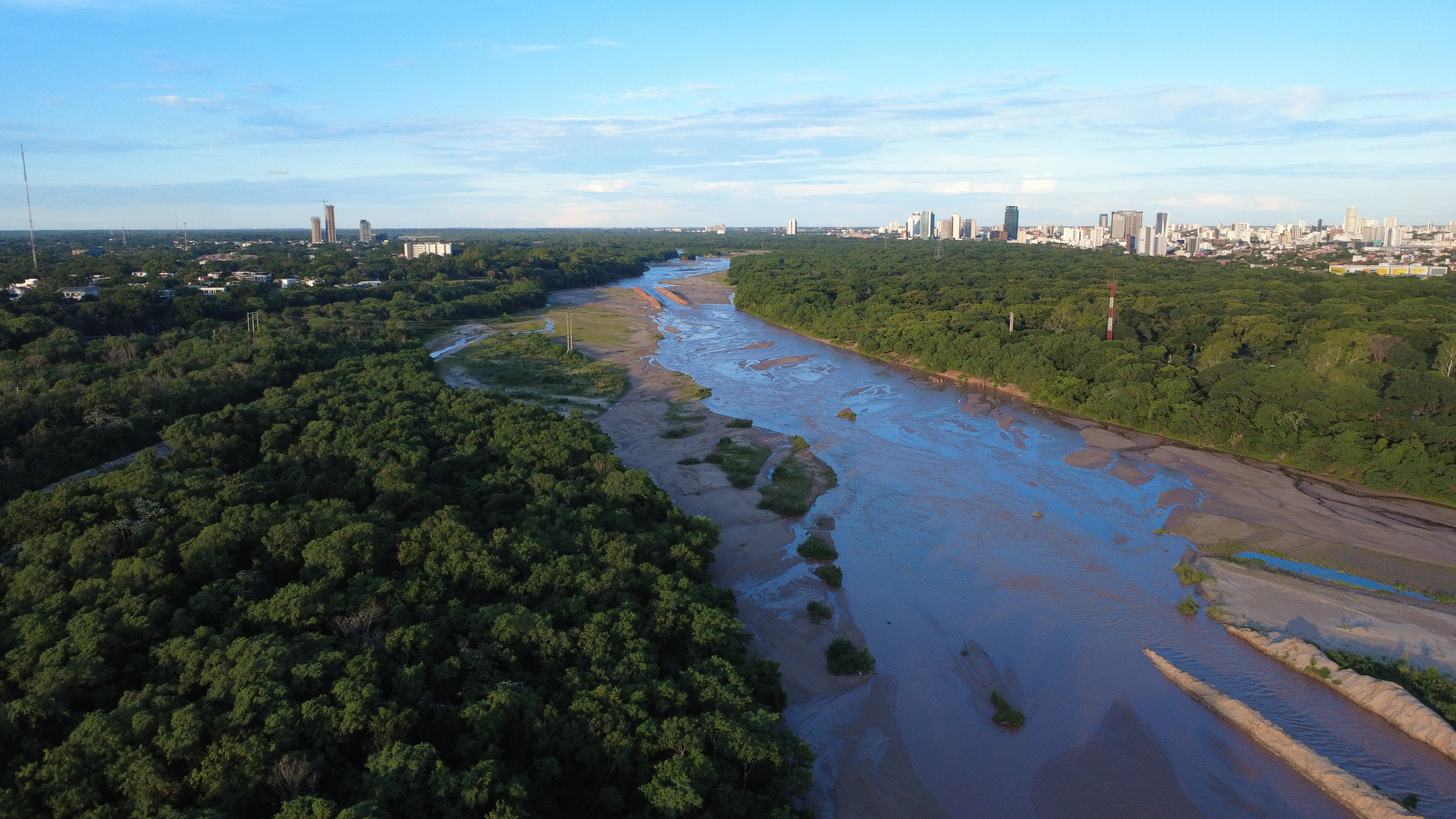
El río Piraí bordea el extremo oeste de la ciudad.

La ciudad de Santa Cruz de la Sierra está situada en la margen derecha del río Piraí, el cual avanza hacia el norte para desembocar en el río Grande o Guapay, parte de la cuenca amazónica. Tiene una altitud media sobre el nivel del mar de 416 m. La ciudad está en una divisoria de aguas. Hacia el oeste sus aguas van al río Piraí, y al este van al río Grande. La topografía de la ciudad es generalmente plana.
Sus coordenadas son: 17°48′02″S 63°10′41″O / -17.80056, -63.17806.
El área ocupada por la ciudad es de 567 km², y tiene un perímetro de 110,2 kilómetros.
La ciudad ocupa una extensión mayor a la de las ciudades de La Paz y El Alto juntas.
La extensión total del Área metropolitana de Santa Cruz de la Sierra es de 1590 km²,[cita requerida] lo que supera en extensión a ciudades como Montevideo, Asunción y Brasilia.

### Clima
El clima de la ciudad de Santa Cruz de la Sierra es tropical de sabana (Aw) de acuerdo a la clasificación climática de Köppen, con veranos muy cálidos y húmedos e inviernos secos y tibios-templados, sin embargo a lo largo del año y particularmente en invierno se presentan ingresos de aire frío desde latitudes más australes (surazos) que desploman la temperatura media del día por debajo de los 15 °C. Las temperaturas promedio son de 29 °C a 32 °C en primavera y verano, pero también se han registrado temperaturas de más de 40 °C en verano y de 21 °C en invierno.
| Parámetros climáticos promedio de Santa Cruz de la Sierra, Bolivia | Parámetros climáticos promedio de Santa Cruz de la Sierra, Bolivia | Parámetros climáticos promedio de Santa Cruz de la Sierra, Bolivia | Parámetros climáticos promedio de Santa Cruz de la Sierra, Bolivia | Parámetros climáticos promedio de Santa Cruz de la Sierra, Bolivia | Parámetros climáticos promedio de Santa Cruz de la Sierra, Bolivia | Parámetros climáticos promedio de Santa Cruz de la Sierra, Bolivia | Parámetros climáticos promedio de Santa Cruz de la Sierra, Bolivia | Parámetros climáticos promedio de Santa Cruz de la Sierra, Bolivia | Parámetros climáticos promedio de Santa Cruz de la Sierra, Bolivia | Parámetros climáticos promedio de Santa Cruz de la Sierra, Bolivia | Parámetros climáticos promedio de Santa Cruz de la Sierra, Bolivia | Parámetros climáticos promedio de Santa Cruz de la Sierra, Bolivia | Parámetros climáticos promedio de Santa Cruz de la Sierra, Bolivia |
| Mes                                                                | Ene.                                                               | Feb.                                                               | Mar.                                                               | Abr.                                                               | May.                                                               | Jun.                                                               | Jul.                                                               | Ago.                                                               | Sep.                                                               | Oct.                                                               | Nov.                                                               | Dic.                                                               | Anual                                                              |
| ------------------------------------------------------------------ | ------------------------------------------------------------------ | ------------------------------------------------------------------ | ------------------------------------------------------------------ | ------------------------------------------------------------------ | ------------------------------------------------------------------ | ------------------------------------------------------------------ | ------------------------------------------------------------------ | ------------------------------------------------------------------ | ------------------------------------------------------------------ | ------------------------------------------------------------------ | ------------------------------------------------------------------ | ------------------------------------------------------------------ | ------------------------------------------------------------------ |
| Temp. máx. abs. (°C)                                               | 38.1                                                               | 37.8                                                               | 39.3                                                               | 38.0                                                               | 34.0                                                               | 32.2                                                               | 32.0                                                               | 35.0                                                               | 36.4                                                               | 38.4                                                               | 40.3                                                               | 38.4                                                               | 40.3                                                               |
| Temp. máx. media (°C)                                              | 30.2                                                               | 30.5                                                               | 29.5                                                               | 27.7                                                               | 24.9                                                               | 23.1                                                               | 23.9                                                               | 27.7                                                               | 29.4                                                               | 29.8                                                               | 30.7                                                               | 31.4                                                               | 28.2                                                               |
| Temp. media (°C)                                                   | 25.7                                                               | 25.9                                                               | 25.0                                                               | 23.3                                                               | 20.7                                                               | 19.2                                                               | 19.3                                                               | 22.0                                                               | 24.0                                                               | 24.8                                                               | 25.5                                                               | 26.1                                                               | 23.5                                                               |
| Temp. mín. media (°C)                                              | 21.3                                                               | 21.3                                                               | 20.5                                                               | 18.9                                                               | 16.5                                                               | 15.4                                                               | 14.8                                                               | 16.3                                                               | 18.7                                                               | 19.8                                                               | 20.3                                                               | 20.9                                                               | 18.7                                                               |
| Temp. mín. abs. (°C)                                               | 11.6                                                               | 6.5                                                                | 5.0                                                                | 9.9                                                                | 4.0                                                                | 1.0                                                                | 0.0                                                                | 2.5                                                                | 5.6                                                                | 11.9                                                               | 7.8                                                                | 14.0                                                               | 0.0                                                                |
| Precipitación total (mm)                                           | 203                                                                | 134                                                                | 118                                                                | 118                                                                | 84                                                                 | 73                                                                 | 61                                                                 | 37                                                                 | 58                                                                 | 108                                                                | 143                                                                | 185                                                                | 1321                                                               |
| Días de precipitaciones (≥ 1.0 mm)                                 | 14.0                                                               | 11.1                                                               | 12.7                                                               | 9.4                                                                | 11.4                                                               | 8.6                                                                | 6.1                                                                | 4.0                                                                | 5.6                                                                | 7.4                                                                | 9.4                                                                | 11.9                                                               | 111.6                                                              |
| Humedad relativa (%)                                               | 79                                                                 | 79                                                                 | 79                                                                 | 78                                                                 | 79                                                                 | 78                                                                 | 73                                                                 | 65                                                                 | 64                                                                 | 67                                                                 | 72                                                                 | 77                                                                 | 74                                                                 |
| Fuente: Deutscher Wetterdienst                                     |                                                                    |                                                                    |                                                                    |                                                                    |                                                                    |                                                                    |                                                                    |                                                                    |                                                                    |                                                                    |                                                                    |                                                                    |                                                                    |

| Temperatura anual en Santa Cruz de la Sierra                                                      | |                                                                                                   |                                                                                                   |
| Primavera (agosto y septiembre)                                                                   | Verano (De octubre a marzo)                                                                        | Otoño (abril y mayo)                                                                              | Invierno (junio y julio)                                                                          |
| Promedio de temperaturas mínimas: 18 °C (64,4 °F) Promedio de temperaturas máximas: 30 °C (86 °F) | Promedio de temperaturas mínimas: 23 °C (73 °F) Promedio de temperaturas máximas: 33 °C (91,4 °F)  | Promedio de temperaturas mínimas: 18 °C (64,4 °F) Promedio de temperaturas máximas: 30 °C (86 °F) | Promedio de temperaturas mínimas: 12 °C (53,6 °F) Promedio de temperaturas máximas: 20 °C (68 °F) |
| Temperatura más baja registrada: 3 °C (37,4 °F) Temperatura más alta registrada: 39 °C (102,2 °F) | Temperatura más baja registrada: 13 °C (55,4 °F) Temperatura más alta registrada: 46 °C (114,8 °F) | Temperatura más baja registrada: 5 °C (41 °F) Temperatura más alta registrada: 37 °C (98,6 °F)    | Temperatura más baja registrada: −3 °C (26,6 °F) Temperatura más alta registrada: 34 °C (93,2 °F) |

En 2009, la temperatura más baja que se registró fue de 2 °C (35,6 °F), y la más alta fue de 40 °C (104 °F).

En 2010, la temperatura más baja que se registró fue de −2 °C (28,4 °F), y la más alta fue de 38 °C (100,4 °F).

En 2011, la temperatura más baja que se registró fue de 4 °C  (39,2 °F), y la más alta fue de 41 °C (105,8 °F).

En 2012, la temperatura más baja que se registró fue de 5 °C (41 °F), y la más alta fue de 41 °C (105,8 °F).

En 2013, la temperatura más baja que se registró fue de −3 °C (62,6 °F), y la más alta fue de 42 °C (107,6 °F).

En 2014, la temperatura más baja que se registró fue de 5 °C (41 °F), y la más alta fue de 46 °C (114,8 °F).

En 2015, la temperatura más baja que se registró fue de 8 °C (46,4 °F), y la más alta fue de 40 °C (104 °F).

En 2016 (hasta agosto), la temperatura más baja que se registró fue de 1 °C (33,8 °F), y la más alta fue de 43 °C (109,4 °F)
En el día 17 de julio de 2010, fue registrada la temperatura más baja de la primera década del siglo XXI: −2 °C (28,4 °F). Sin embargo, el 23 de julio de 2013, se registró la temperatura más baja de todos los tiempos: −3 °C (26,6 °F). El día 19 de julio de 2010, fue registrada la temperatura máxima más baja: 8,2 °C (46,8 °F).

## Gobierno y administración

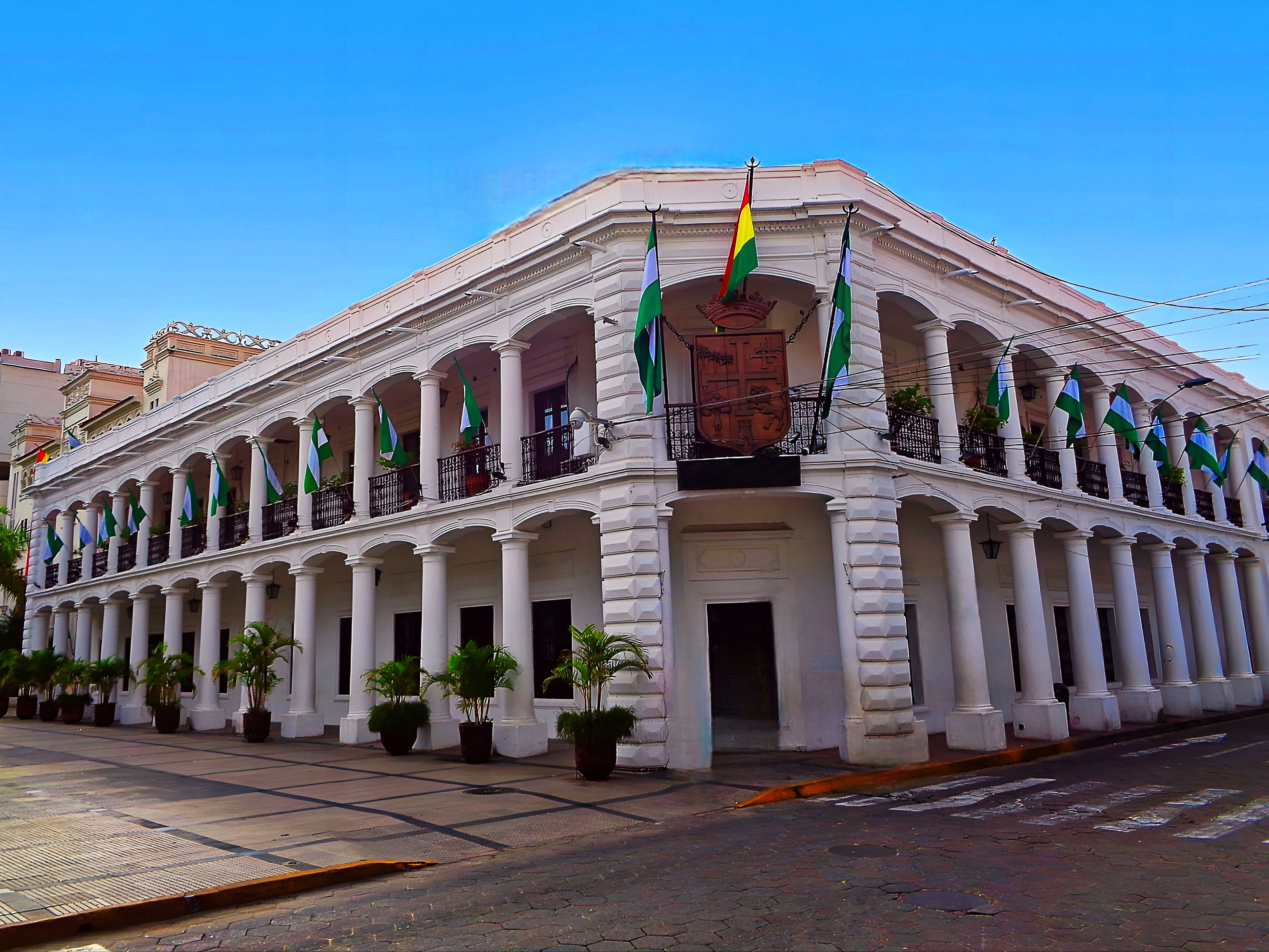
El edificio histórico del Gobierno Autónomo Municipal de Santa Cruz de la Sierra.

El Gobierno Autónomo Municipal de Santa Cruz de la Sierra, está dirigido por el Alcalde Municipal, cargo ejercido por Jhonny Fernández (UCS) tras ganar las elecciones subnacionales de Bolivia de 2021. La máxima autoridad legislativa es el Concejo Municipal conformado por once concejales, a partir de 2024 la Presidencia del Consejo la dirige Silvana Mucarzel (UCS), la Secretaría está a cargo de Luis Miguel Fernández (UCS) y la Vicepresidencia está a cargo de José Antonio Alberti (CA).  Cada distrito cuenta con una Subalcaldía donde la autoridad responsable es elegida por el alcalde.
La instancia representante de la sociedad civil responsable de la supervisión y control sobre la gestión social municipal es el Comité de Vigilancia, que lo conforman 15 representantes de las 560 Juntas Vecinales de la ciudad.
La ciudad de Santa Cruz de la Sierra se divide en 15 Distritos Municipales que a su vez se dividen en Unidades Vecinales (UV) y Barrios. Estos son (en orden numérico): Piraí, Norte Integrado, Estación Argentina, El Pari, Norte, Pampa de la Isla, Villa Primero de Mayo, Plan 3000, Palmasola, El Bajío, Central, Nuevo Palmar, Palmar del Oratorio, Paurito, Montero Hoyos y Urubó.
Urbanísticamente está formada por diez anillos concéntricos distanciados entre uno y tres kilómetros entre sí y veintisiete avenidas radiales que intersecan estos anillos.
Tiene una superficie total de 535 km² y está ubicado en el municipio homónimo.

## Demografía

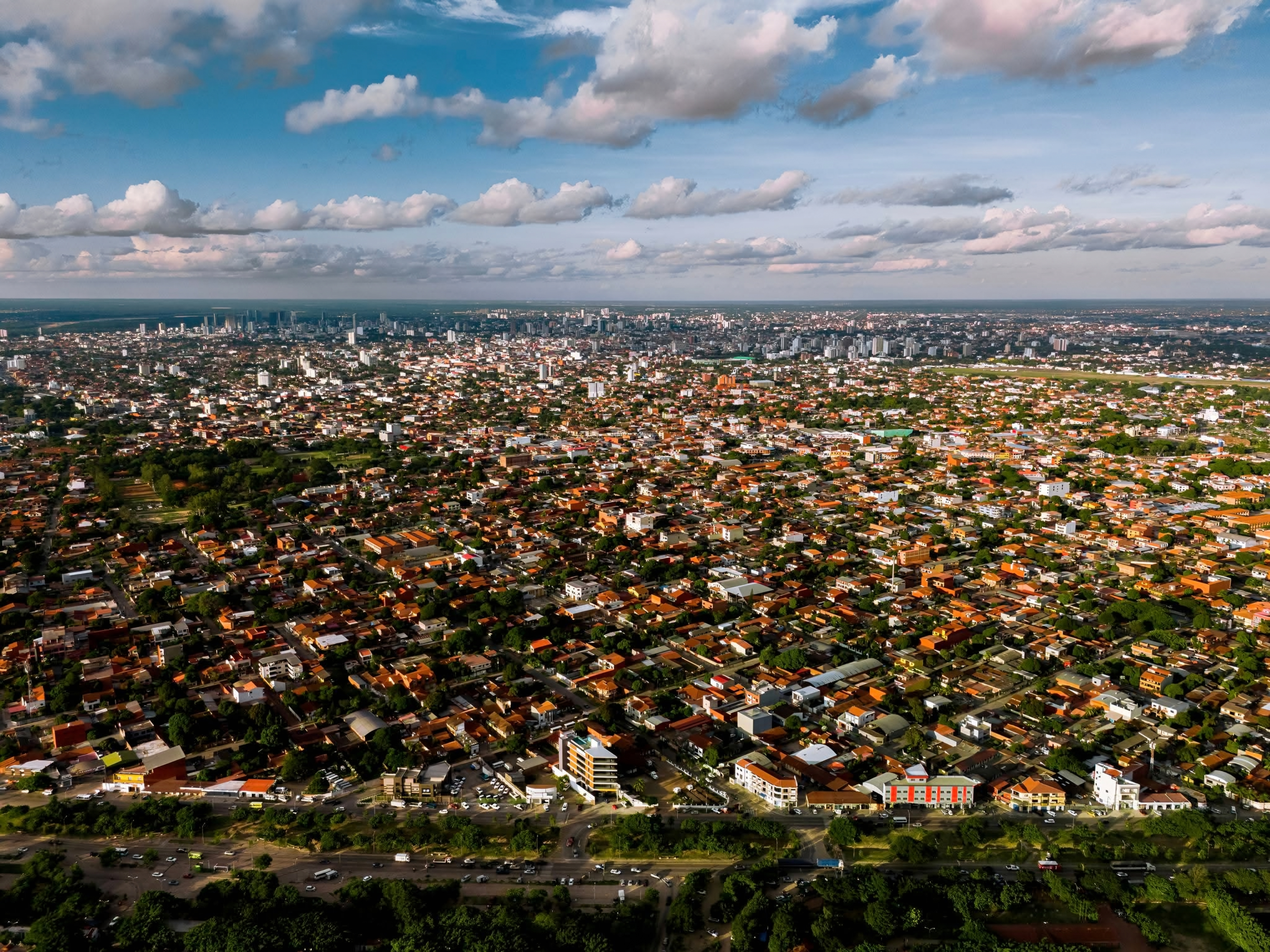
Santa Cruz de la Sierra es la ciudad más poblada de Bolivia con alrededor de 1.6 millones de habitantes.

De acuerdo con el censo boliviano de 2024, la población del municipio de Santa Cruz de la Sierra es de 1 606 671 habitantes.
La población del municipio aumentó más del doble entre 1992 y 2025:
| Año              | Habitantes (municipio) | Fuente |
| ---------------- | ---------------------- | ------ |
| 1992             | 709.584                | Censo  |
| 2001             | 1.131.778              | Censo  |
| 2012             | 1.453.549              | Censo  |
| 2024 (Pre-Censo) | 1.996.671              | Censo  |
| 2025             | 2.323.812              | Censo  |

Santa Cruz de la Sierra contaba con una población de 10 000 hab. en 1810, cien años más tarde con 18 000 hab. (1910) lo que refleja un crecimiento demográfico lento. Muchos factores como el auge del petróleo y la riqueza agropecuaria, entre otros, son los que dieron origen a la gran explosión demográfica de Santa Cruz de la Sierra, que pasó de ser un pueblo a una ciudad, producto del aumento de la población ocasionada de los migrantes del campo o áreas rurales del interior del departamento y del país.  
Santa Cruz de la Sierra de 10 000 hab. en 1810; 18 000 hab. en 1910; pasó a tener 57 000 hab en 1955, 325 000 en 1976, 697 000 en 1992, 1 029 471 en 2001 y según el Censo 2012, el área metropolitana de Santa Cruz de la Sierra cuenta con 1 784 549 habitantes. La ciudad de Santa Cruz de la Sierra ha sobrepasado los límites del municipio homónimo, y los barrios más nuevos la han conectado con los municipios de La Guardia, Cotoca, Warnes y Porongo. El área metropolitana de Santa Cruz de la Sierra tiene un estimado de 1 800 000 habitantes. Su población es de 2 730 120 habitantes, que unidos a los de su área metropolitana (municipios de Cotoca, Porongo, Warnes, La Guardia, y El Torno). según datos del INE.
Pese a su tradición rural o pueblerina, la ciudad hoy en día se está convirtiendo en una metrópoli, en la cual se reflejan los rasgos de origen guaraní característicos de la población nativa, rasgos españoles producto de la época colonial, y rasgos del legado de otras migraciones como de las comunidades migrantes provenientes del interior del país y de países vecinos como Argentina, Brasil y Paraguay.
| Evolución de la población de Santa Cruz de la Sierra desde 1810 |
|                                                                 |
| Fuente: Instituto Nacional de Estadística de Bolivia            |

## Economía

El barrio de Equipetrol es el centro financiero de Santa Cruz de la Sierra

Santa Cruz de la Sierra es el principal centro industrial de Bolivia.  Su economía se distribuye en varios rubros como gastronómicos, textiles, espectáculos, bancarios, agroindustriales, turísticos, automovilísticos, etc. La ciudad presenta el índice de desarrollo humano más alto del país.
Su crecimiento demográfico está entre los más rápidos de América. Posee un PIB nominal de 9175 millones de dólares, un PIB per cápita nominal de 4311 dólares y un PIB PPA per cápita de 9190.
También se la considera la capital de las franquicias de Bolivia ya que es la ciudad con mayor cantidad de franquicias nacionales e internacionales del país en los diferentes rubros como Hard Rock Cafe, Starbucks, Kentucky Fried Chicken, Pizza Hut,  Juan Valdez, Cinemark, Sbarro, Carl's Jr, Subway, Burger King, T.G.I. Friday's, Cinnabon, Papa John's, Johnny Rockets, Hooters, Náutica, Levis, Nike, ALDO, etc. 

### Turismo

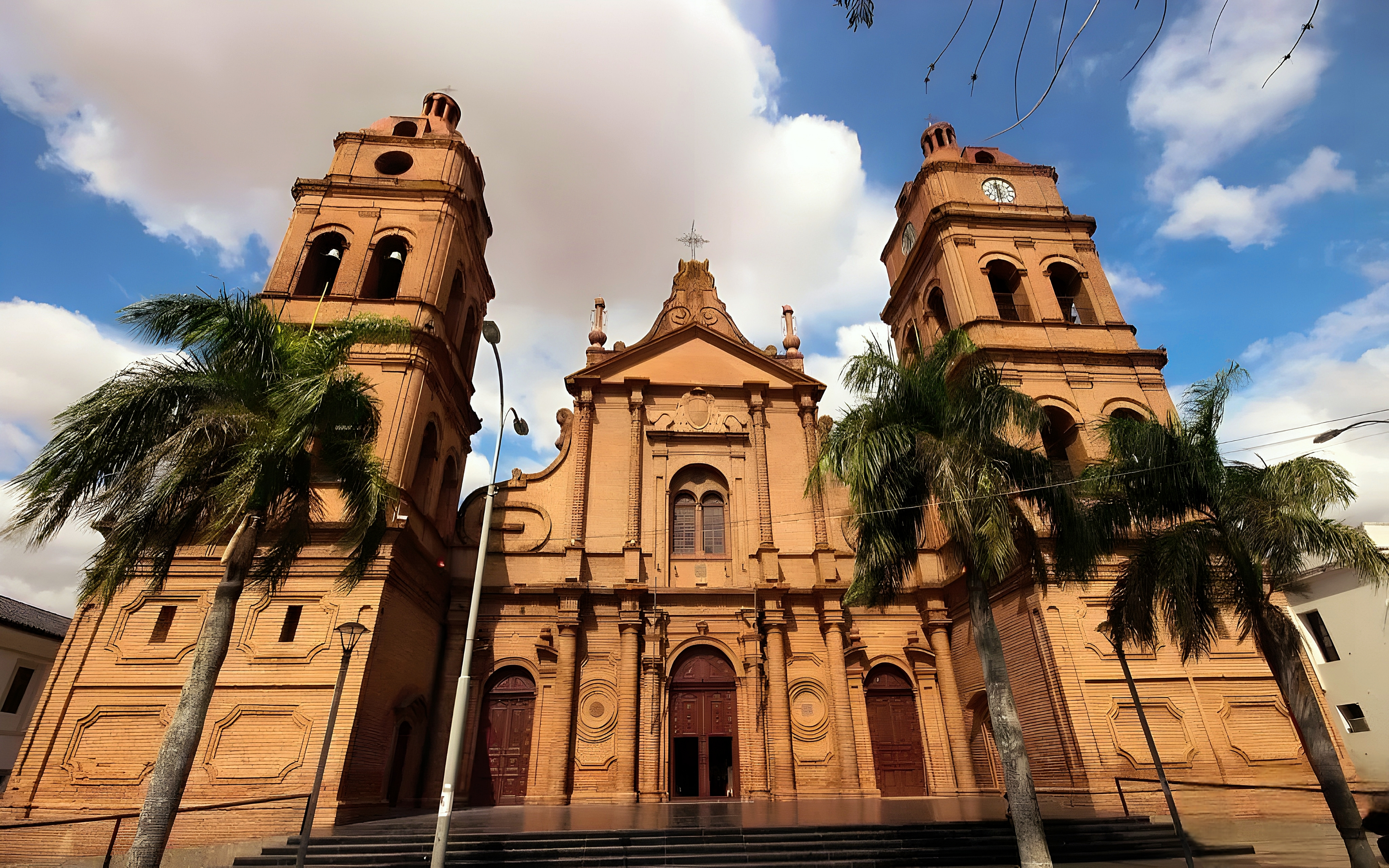
La fachada principal de la Catedral basílica de San Lorenzo, edificada en 1595.

Santa Cruz de la Sierra acoge a un tercio de los turistas interno del país, más un bajo turismo internacional. Alguna de las atracciones de la ciudad y en sus alrededores son:
- Catedral Metropolitana Basílica Menor de San Lorenzo fue edificada por el Fray Diego de Porres en tiempos del virrey español Toledo. En 1770, el obispo Ramón de Herbosos reconstruyó la iglesia, encomendando al sacristán mayor Antonio Lombardo, la ejecución de las obras. En la época del Mariscal Andrés de Santa Cruz (1838), el viejo templo fue sustituido por una nueva iglesia de estilo ecléctico, proyectada por el arquitecto francés Felipe Bestres. Es notable por sus bóvedas de madera y por la decoración pictórica que las cubre. En el altar mayor se conserva una parte del recubrimiento original de plata labrada de la misión jesuítica de San Pedro de Moxos. También se exhiben cuatro relieves escultóricos que provienen de la misma misión.

- Plaza 24 de Septiembre: Varias cuadras alrededor de la plaza principal 24 de septiembre se levantan edificaciones de estilo colonial. Aquí se encuentra la Casa de la Cultura, Prefectura Departamental, Alcaldía Municipal, Catedral Metropolitana, varios interesantes museos y salones de exposición.

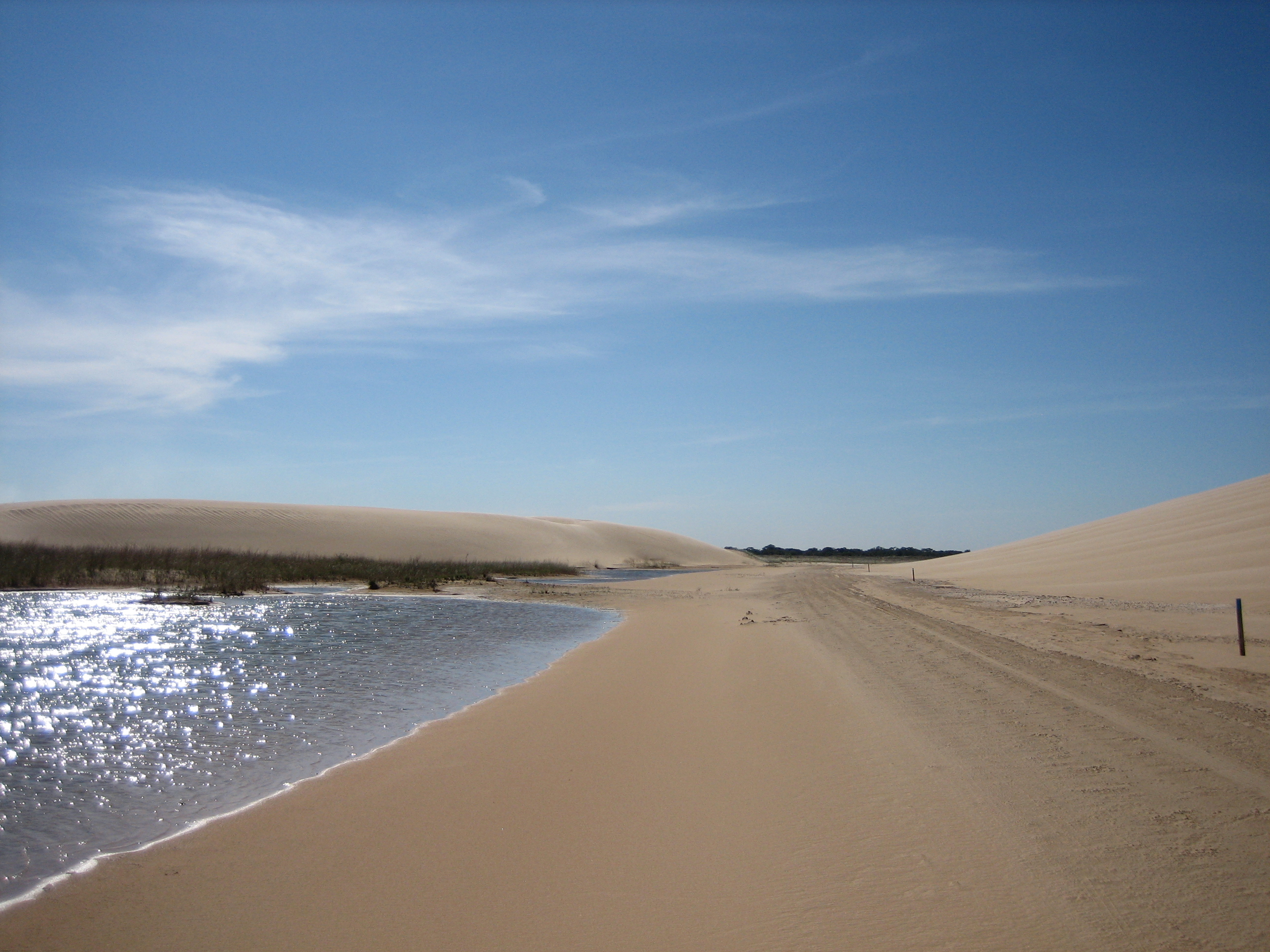
Las Lomas de Arena

- Parque regional Lomas de Arena: Es un área protegida compartida junto con los municipios de La Guardia y Cabezas, que cuenta con dunas de arena blanca fruto de la erosión eólica distribuidas alrededor de lagunas donde se practica el deporte acuático. Su belleza es comparable a playas por el color de sus arenas.

- Avenida Monseñor Rivero, agradable bulevar de la ciudad, alberga locales de ocio, incluyendo restaurantes, cafés, heladerías y pastelerías.

- parque de atracciones Playland

- El Zoológico de Fauna Sudamericana Noel Kempff Mercado es un reservorio exclusivo de fauna tropical con ejemplares en condición de semilibertad con especies únicas como el oso de anteojos (jucumari), el perico o perezoso, parabas multicolores, jaguares, entre otras especies.

- Carnaval Cruceño: Es una de las celebraciones más populares y coloridas de Bolivia, especialmente en el oriente del país. Se caracteriza por su ambiente festivo, comparsas alegres, desfiles de carrozas y la elección de la Reina del Carnaval, figura central del festejo.

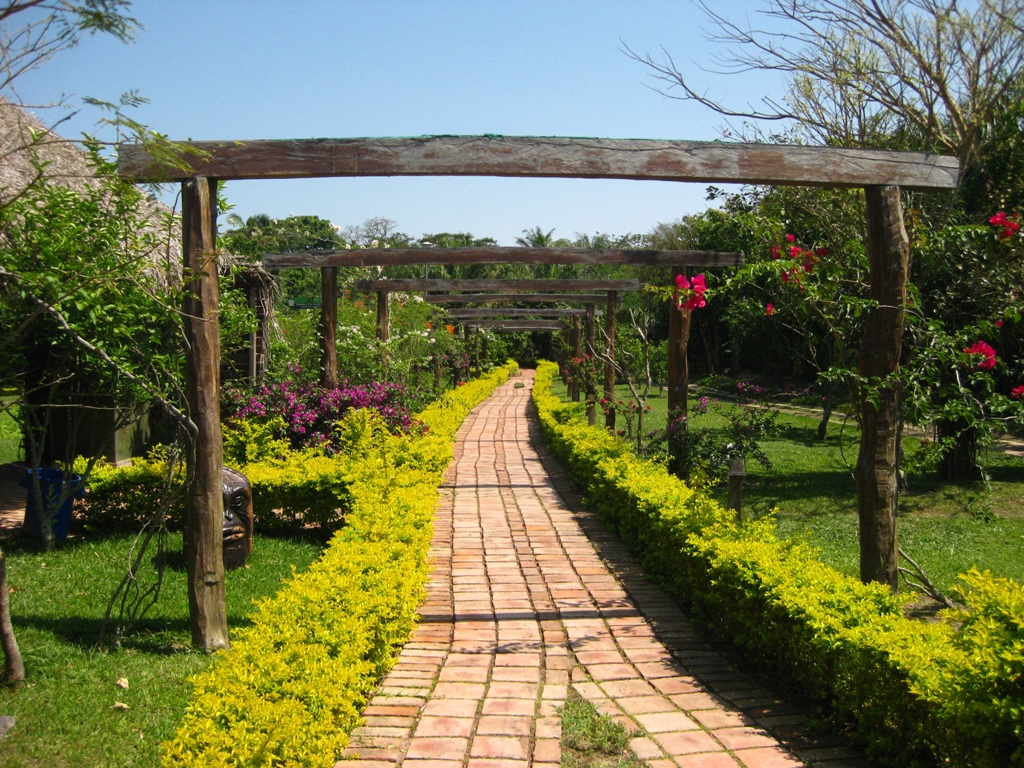
El Biocentro Güembé, una reserva natural de 24 hectáreas que alberga flora y fauna exóticas típicas de la región.

- Biocentro Güembé, La Rinconada y el Parque Ecológico Yvaga Guazú entre otros. Todos importantes centros o complejos de deleite natural y recorridos ecológicos. El primero cuenta con una gran cantidad de piscinas de estilo natural con lagunas y paseos por un mariposario y un gran aviario que tiene un gran mirador ecológico. El segundo es un lugar lleno de naturaleza exuberantes jardines, lagunas y piscina. El tercero está lleno de vegetación, verdes senderos y animales silvestres en su alrededor.

- La ciudad también atrae a personas de todo el mundo para realizarse cirugías estéticas debido a su bajo costo.

- Cabañas del río Piraí: Están ubicadas en el sector oeste de la capital, al final de la avenida Roca y Coronado, donde se puede apreciar un hermoso paisaje de las riberas del río. En las cabañas se ofrecen deliciosos platos típicos. El río Piraí es un lugar bastante frecuentado por la gente en días calurosos, también se puede dar paseos en caballo o motos 'cuadratracks' por las playas del río, disfrutar de la pesca con red de sábalo en los meses de marzo a junio.

### Hotelería
La variedad y amplia capacidad de su oferta hotelera, ayudada por otros factores, han posicionado a la ciudad como un destino estratégico a nivel regional para la realización de eventos internacionales, congresos y convenciones.

## Infraestructura urbana

### Arquitectura y urbanismo

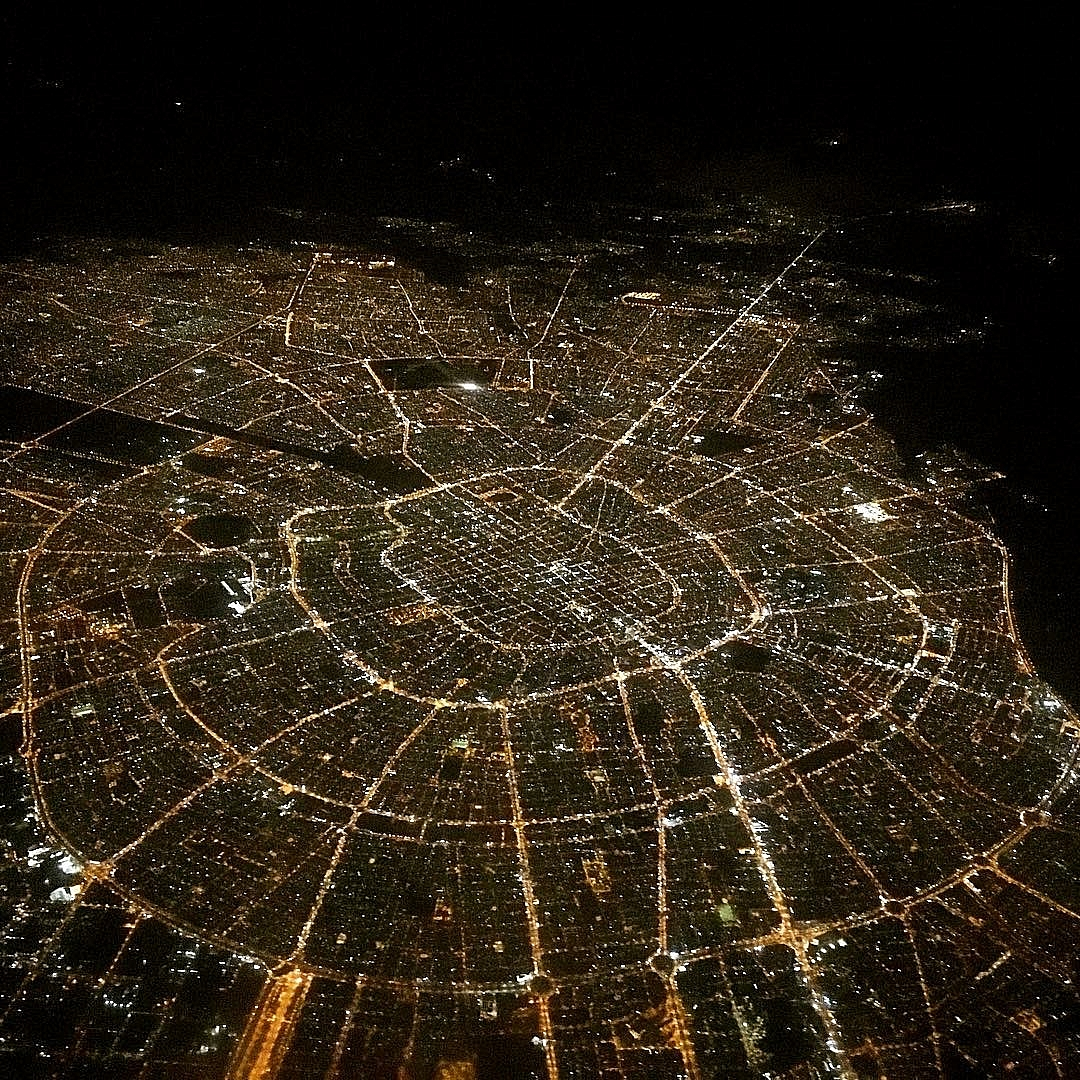
La ciudad tiene un trazado urbanístico de forma radial.

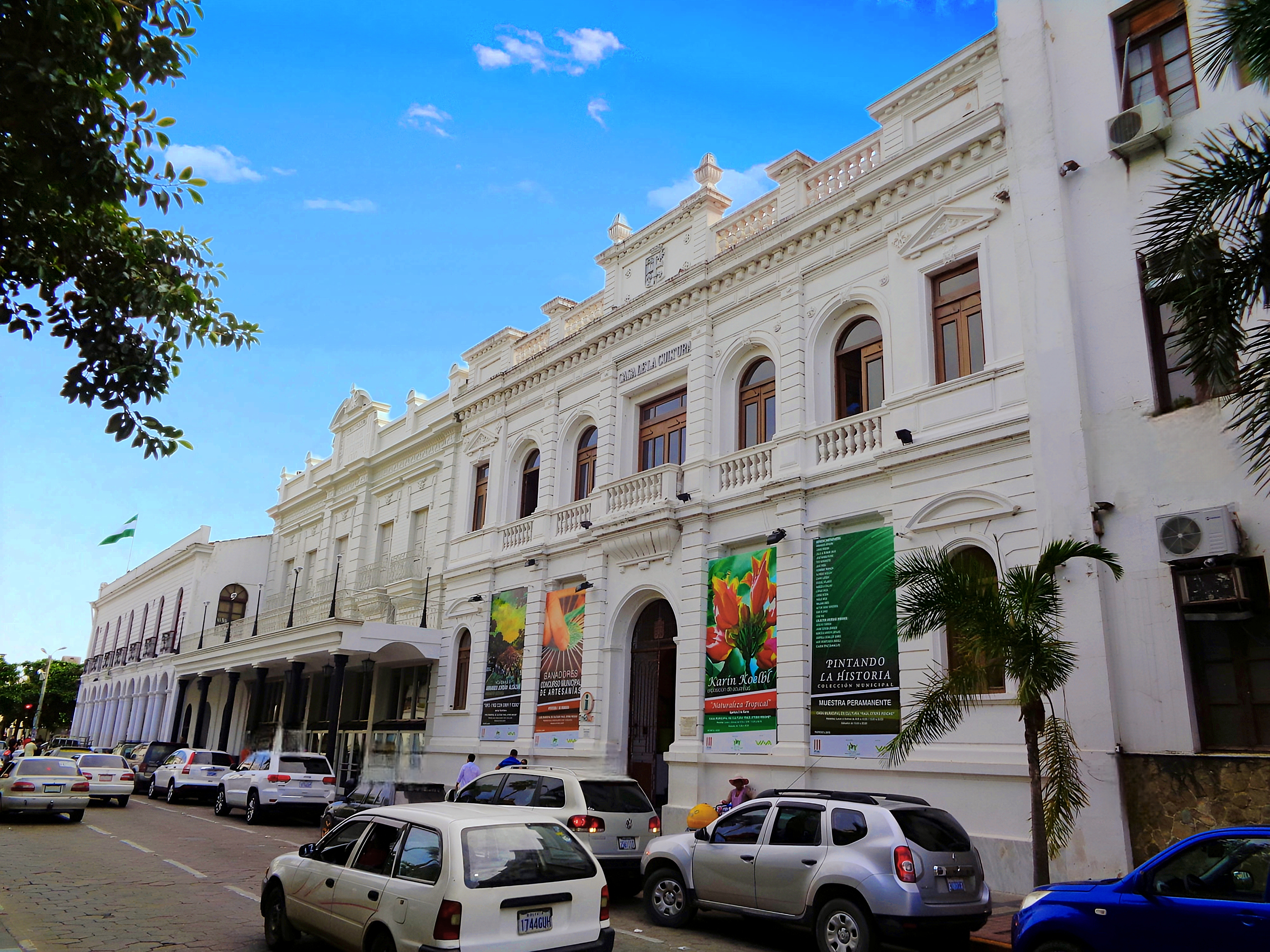
Edificios históricos alrededor del centro de la ciudad.

Desde el punto de vista urbanístico, el centro de la ciudad se halla delimitada por una red principal de calles trazadas bajo el tradicional estilo español, que organizaba el espacio en cuadras similares situando los principales edificios religiosos, de gobierno y económicos alrededor de una plaza situada al centro, este sector en santa Cruz lo constituye el "casco viejo", estructurado alrededor de la plaza principal o plaza de armas, tras este bloque central amanzanado empieza la red de anillos, un sistema vial de avenidas circundantes, de las cuales nacen otras avenidas llamadas "radiales", que se dispersan en múltiples direcciones.
La ciudad está conformada por 10 anillos concéntricos, cada uno de 1 a 2 km de distancia entre sí, y 27 radiales que nacen desde el primer anillo para cruzar toda la ciudad. Se tenía previsto que para el año 2000 la ciudad contara con cuatro anillos de circunvalación, pero dado el rápido crecimiento demográfico de la ciudad, muchos barrios periféricos afectaron el trazado de los anillos superiores al cuarto. La ubicación del Río Piraí es el límite natural en el trazado de algunos anillos.
La ciudad tiene un importante crecimiento en el área vial, entre los proyectos relacionados se encuentra un túnel debajo de la pista de aterrizaje del aeropuerto El Trompillo, que unió el tramo interrumpido del 4.º anillo en la zona sur de la ciudad. Otra obra importante son los pasos a desnivel en las intersecciones del 4°, 5°, 6° y 7° anillo con la Av. Cristo Redentor, entre otras.

### Parques y jardines

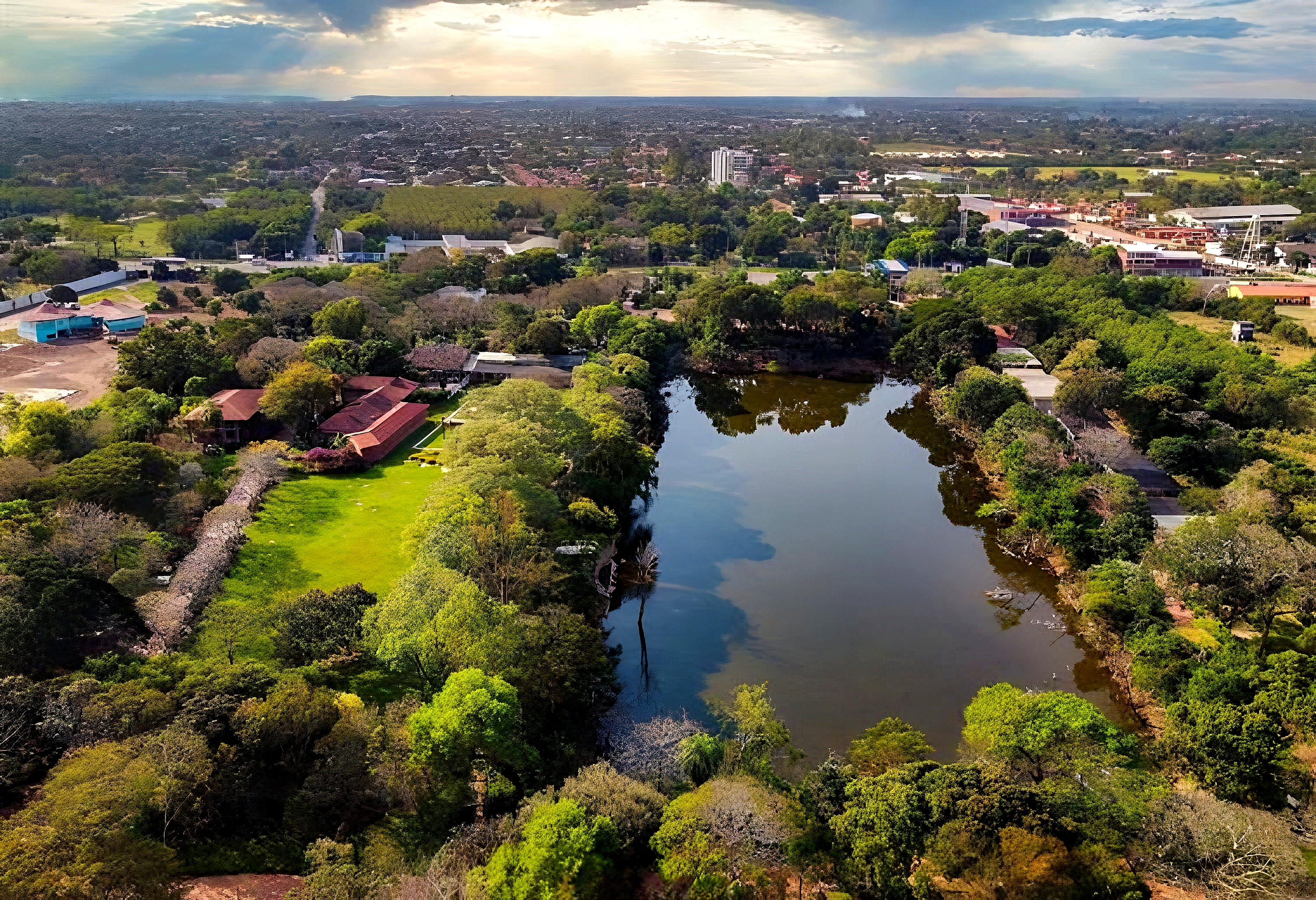
El Jardín botánico de Santa Cruz de la Sierra

Los parques más grandes de Santa Cruz se ubican en los diferentes distritos de la ciudad y son conocidos como Parques Urbanos. Varios de estos parques están perimetrados con cercas para mantener la seguridad. En el centro de la ciudad se encuentra el Parque El Arenal, que destaca por tener una laguna y una isla, además de ser el reservorio de aguas pluviales de la zona. En este parque se encuentra el mural de Lorgio Vaca. A lo largo del primer anillo de la ciudad, se plantaron una serie de árboles, convirtiendo el camellón central en un jardín con un paseo. Un poco más hacia afuera, entre la avenida Argentina y el segundo, se encuentra el Parque Urbano Central, donde se pueden practicar actividades deportivas. Está ornamentado con dinosaurios y cuenta con unas fuentes "bailarinas" donde suenan diferentes tipos de música y las aguas se mueven al ritmo de la canción. Otros parques notables son el parque afuera del Aeropuerto del Trompillo, que cuenta también con aguas danzante, la plaza Blacutt y la del Cementerio General. Por el segundo anillo en el noreste se encuentra un pequeño parque que aloja al Avión Pirata, que es un avión Lockheed Constellation decomisado por la Fuerza Aérea Boliviana y fue convertido en atractivo turístico. Ya en las afueras de la ciudad, sobre la avenida a Cotoca, se encuentra el Jardín Botánico que cuenta con unas 500 especies catalogadas de la flora y otras 1000 variedades por catalogar.

## Servicios básicos
- Agua potable: la cooperativa que se encarga de abastecer al mayor número de habitantes de la ciudad, más de un millón de habitantes en el 2009 es Saguapac.[48]  El sistema estaba integrado (en 2009) por: 61 pozos localizados en cuatro campos de pozos (sur, suroeste, norte y noroeste); 4 estaciones de bombeo; 6 tanques de almacenamiento con 29 000 m³ de capacidad total; y 2907 km de red de distribución.

- Electricidad: el servicio de electricidad lo administra la Cooperativa Rural de Electrificación (CRE).

- Teléfono fijo: el servicio de telefonía fija es manejado por Cotas, cooperativa que también ofrece los servicios de internet banda ancha y televisión por cable.

- Limpieza urbana: el servicio de recolección y limpieza de residuos de la ciudad está a cargo de la Empresa Municipal de Aseo de Santa Cruz "Emacruz" que trabaja con empresas subcontratadas privadas.

## Transporte

#### Transporte urbano

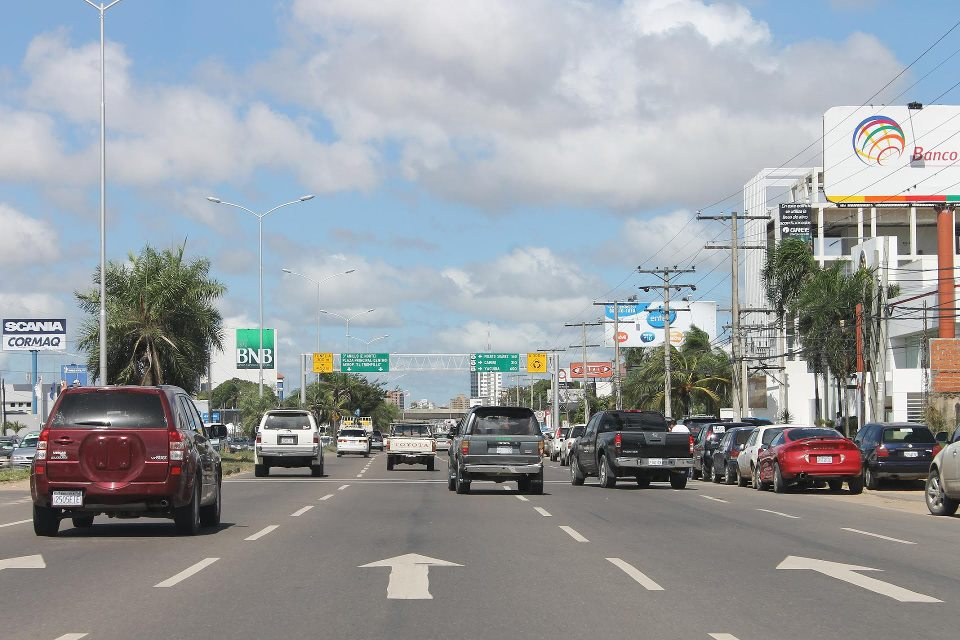
La Avenida Cristo Redentor conduce a los municipios de Warnes y Montero

El sistema de transporte público cuenta con el servicio de buses o micros que recorren la ciudad a través de 132 líneas de ruta. El servicio está privatizado y bajo administración del Sindicato de Buses y Colectivos en Santa Cruz. La pésima administración y planificación de las rutas es la que más perjudica al flujo vehicular de la ciudad.
Los buses más conocidos son los llamados vuelteros que circulan por los diferentes anillos de la ciudad, llevando nombres de animales típicos de la provincia para identificar las líneas (ej: Chuturubí el "vueltero" del 1.er anillo y Tiluchi el "vueltero" del segundo anillo).
Existe también el servicio de minibuses, conocidos también como "trufis", que sirven a la población que se encuentra en zonas periféricas  de la ciudad.
El 2019 arrancó el proyecto de implementación de un sistema de autobús de tránsito rápido (BRT), que tuvo como primera fase cubrir el primer anillo de la ciudad. Sin embargo, en 2022 la concesión del contrato para operar el BRT fue cancelado por el alcalde debido principalmente a la oposición al proyecto de parte de los micreros de la ciudad.

#### Transporte terrestre

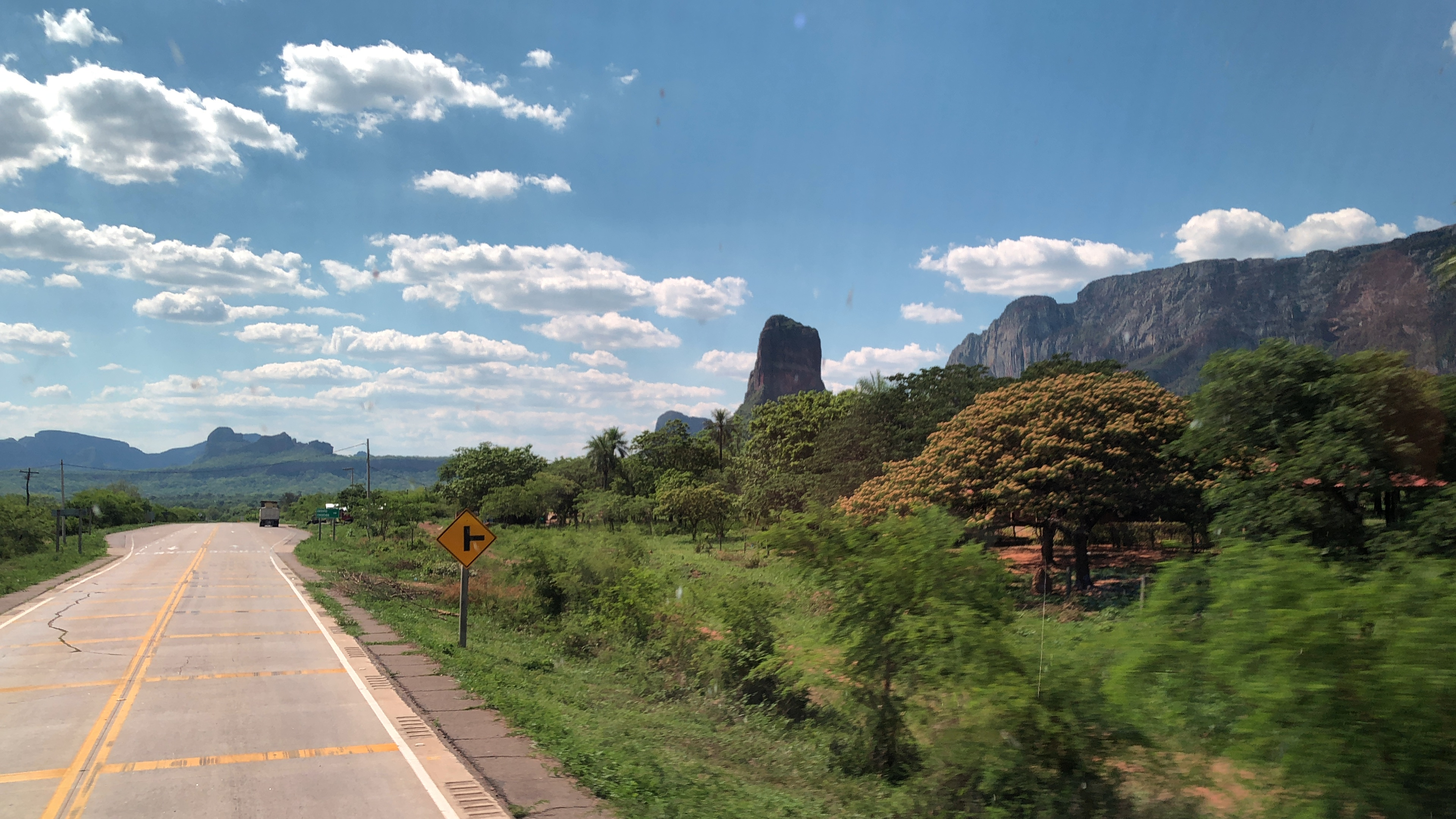
La "Muela del Diablo", cerca de la localidad de Chochis, en el departamento de Santa Cruz.

Por carretera, la ciudad está unida con Cochabamba hacia el oeste mediante la Ruta 4, que desde el segundo anillo hasta el octavo es llamada Avenida Cristo Redentor. Con Yacuiba se conecta hacia el sur mediante la Ruta 9 y Trinidad hacia el norte mediante la misma ruta. Las carreteras más importantes que unen a la ciudad con el resto del país, son la Doble Vía al Norte (Carretera nueva hacia Cochabamba, que va hacia el municipio homónimo pasando por Montero), la Doble vía a La Guardia (Carretera antigua a Cochabamba, que va hacia el municipio homónimo pasando por La Guardia), y por último, la Doble Vía a Cotoca (que une la ciudad con el este y norte del país). Hacia el oeste está conectado con el municipio de Porongo mediante el Puente Mario Foianini de cuatro carriles que cruza el río Piraí.
Desde 2013 se finalizó la construcción del último tramo (entre San José de Chiquitos y Roboré) de la Ruta 4, también llamada Carretera Bioceánica, que une el Océano Atlántico, principalmente el puerto brasileño Santos, con el Océano Pacífico, en los puertos de Iquique y Arica en Chile pasando por Bolivia de este a oeste. Con esta carretera pavimentada se espera permitir el transporte de dos millones de toneladas por año que pasarán por Bolivia.
El tráfico terrestre está concentrado en la Terminal Bimodal de ferrocarriles y omnibuses.
Con salidas nacionales e internaciones.

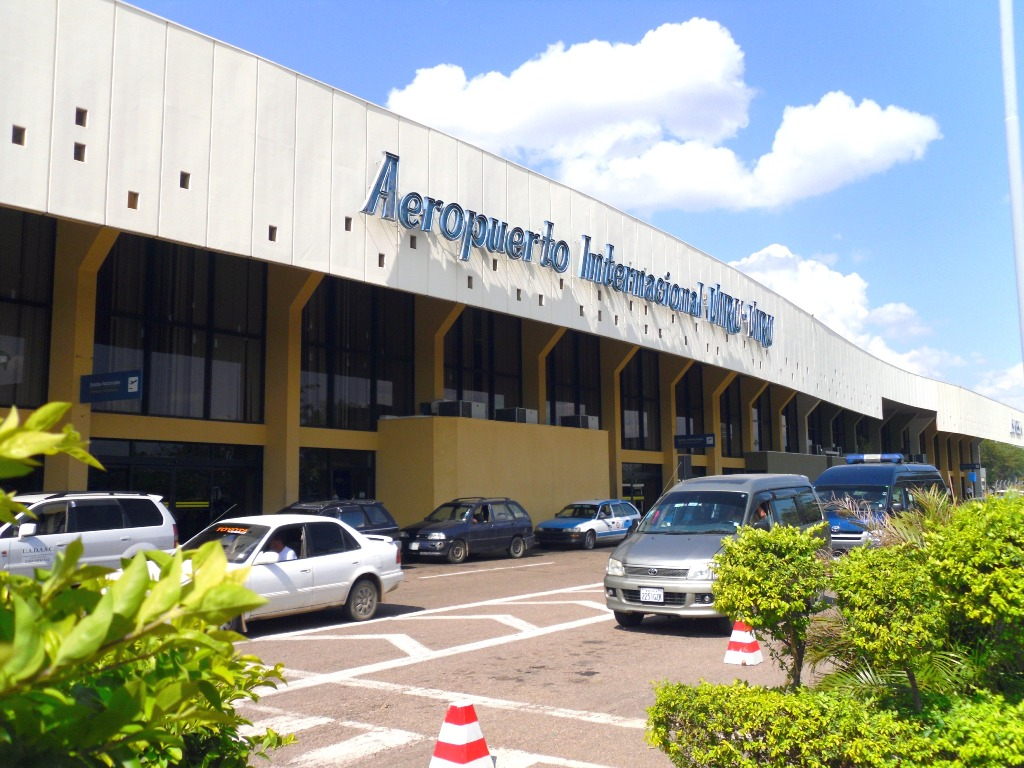
El Aeropuerto Internacional Viru Viru alberga la mayoría de vuelos internacionales en Bolivia

#### Transporte aéreo
Santa Cruz de la Sierra cuenta dos aeropuertos: el Aeropuerto Internacional Viru Viru, ubicado a 13 km al norte de la ciudad en la jurisdicción del municipio de Warnes, que es el aeropuerto más grande de Bolivia, y el aeropuerto internacional de El Trompillo (ubicado en la zona sur de la ciudad).
A continuación, una lista de las líneas aéreas que operan en el Aeropuerto Internacional Viru Viru
Nacionales:
- Amaszonas
- Boliviana de Aviación
- Ecojet
- Transporte Aéreo Militar

Internacionales:
- Aerolíneas Argentinas
- Air Europa
- Boliviana de Aviación
- Copa Airlines
- Gol Linhas Aéreas
- LATAM Airlines
- LATAM Perú
- Avianca
- Paranair

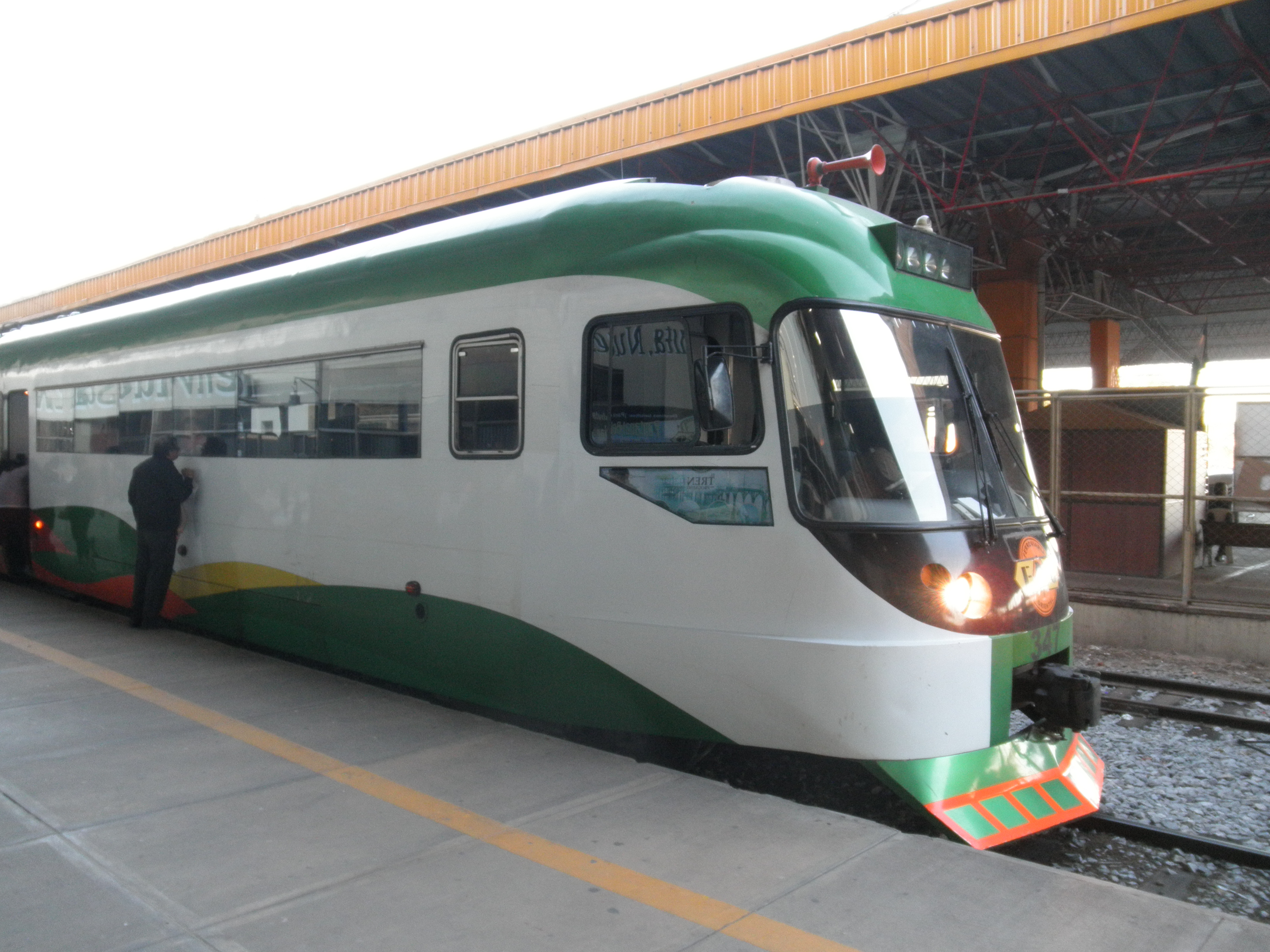
Ferrobús conectando a Santa Cruz de la Sierra con Puerto Quijarro, municipio fronterizo con Brasil

El aeropuerto cuenta con más aerolíneas aéreas internacionales que cualquier otro aeropuerto de Bolivia.[cita requerida]

#### Transporte ferroviario
Las líneas ferroviarias conectan a la ciudad hacia el este con Puerto Suárez (en la frontera con el Brasil) y hacia el sur con la ciudad de Yacuiba (en la frontera con la Argentina).
Estas permiten un importante flujo de pasajeros desde la ciudad hacia otras ciudades vinculadas por la red.
En los últimos años, a través de grandes inversiones de la empresa Ferroviaria Oriental S.A., se han puesto en circulación trenes modernos y cómodos, con asientos cama, aire acondicionado, televisión tipo pantalla plana, servicio de cáterin y baños, lo cual permite viajes placenteros hasta la frontera con Brasil en cuestión de una noche.
A través de estas, además, se movilizan grandes cantidades de insumos desde las industrias ubicadas en el Parque Industrial hacia el exterior.

## Educación
La ciudad destaca por su gran variedad de universidades y centros de enseñanza superior que atraen a estudiantes de todo el país y extranjeros, principalmente de Brasil, entre los que destacan:
- Universidad Autónoma Gabriel René Moreno
- Colegio Militar de Aviación Tgral. Germán Busch Becerra
- Universidad Privada Boliviana
- Universidad NUR
- Escuela Militar de Ingeniería (EMI)
- Universidad Privada Franz Tamayo
- Universidad Evangélica Boliviana
- Universidad Católica Boliviana San Pablo
- Universidad Tecnológica Privada de Santa Cruz
- Universidad Privada de Santa Cruz de la Sierra
- Universidad Privada del Valle
- Universidad de Aquino de Bolivia
- Universidad Privada Cumbre
- Universidad Cristiana de Bolivia
- Universidad Salesiana de Bolivia
- Universidad para el Desarrollo y la Innovación (UDI)
- Universidad Nacional del Oriente
- Universidad Privada Domingo Savio
- Universidad Nacional Ecológica
- Universidad Central de Bolivia
- Universidad Andina Simón Bolívar
- Escuela Superior de Comunicación Audiovisual Diakonía (UCB)
- National American University (Universidad Americana)

También cuenta con una variedad de institutos nacionales e internacionales en todos los rubros.

Existen una diversidad de escuelas públicas y privadas, de niveles primaria y secundaria distribuidas en tres distritos educativos.

Instituciones de educación superior en Santa Cruz de la Sierra
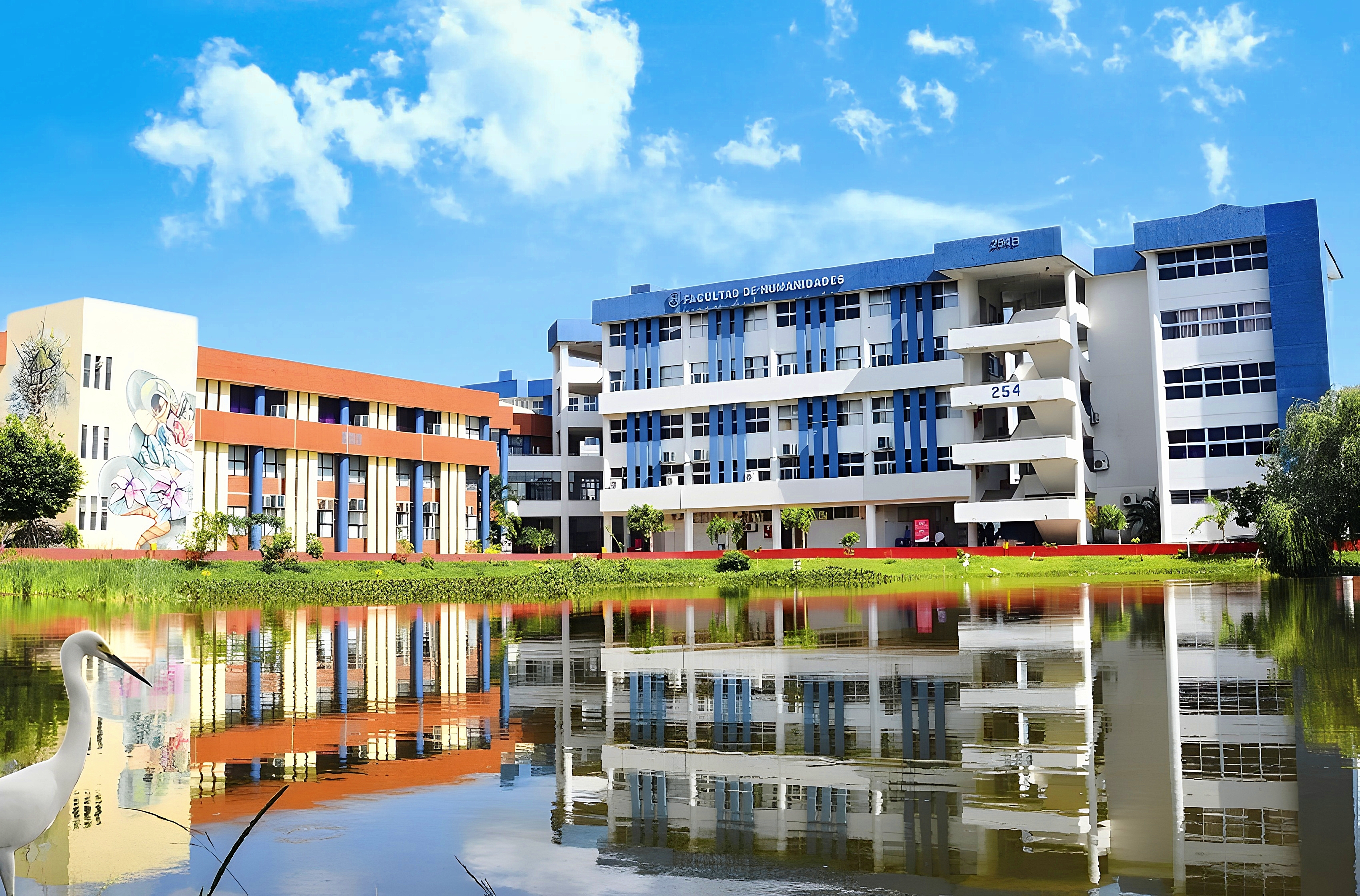
Universidad Autónoma Gabriel René Moreno (UAGRM)
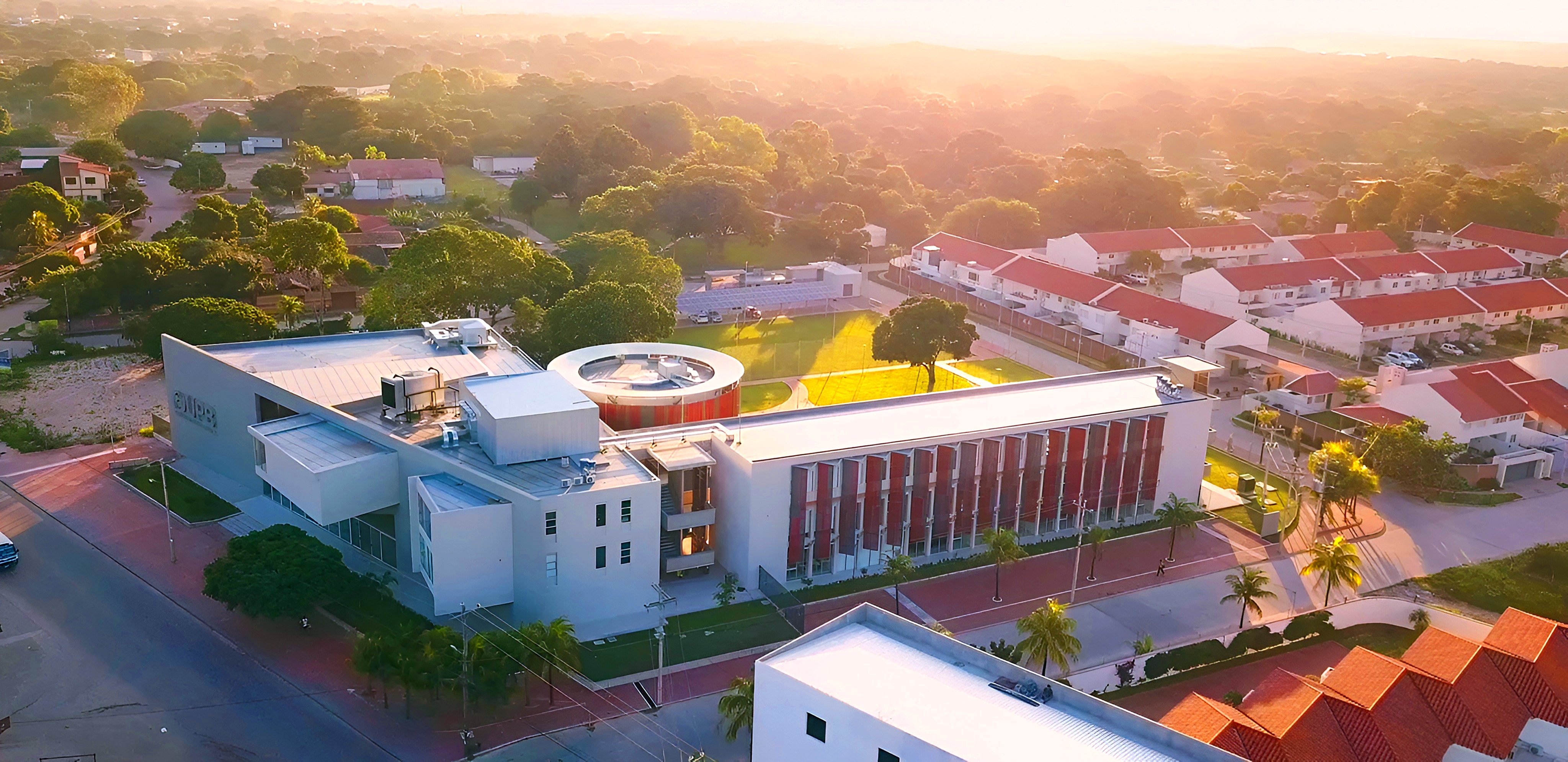
Universidad Privada Boliviana (UPB)
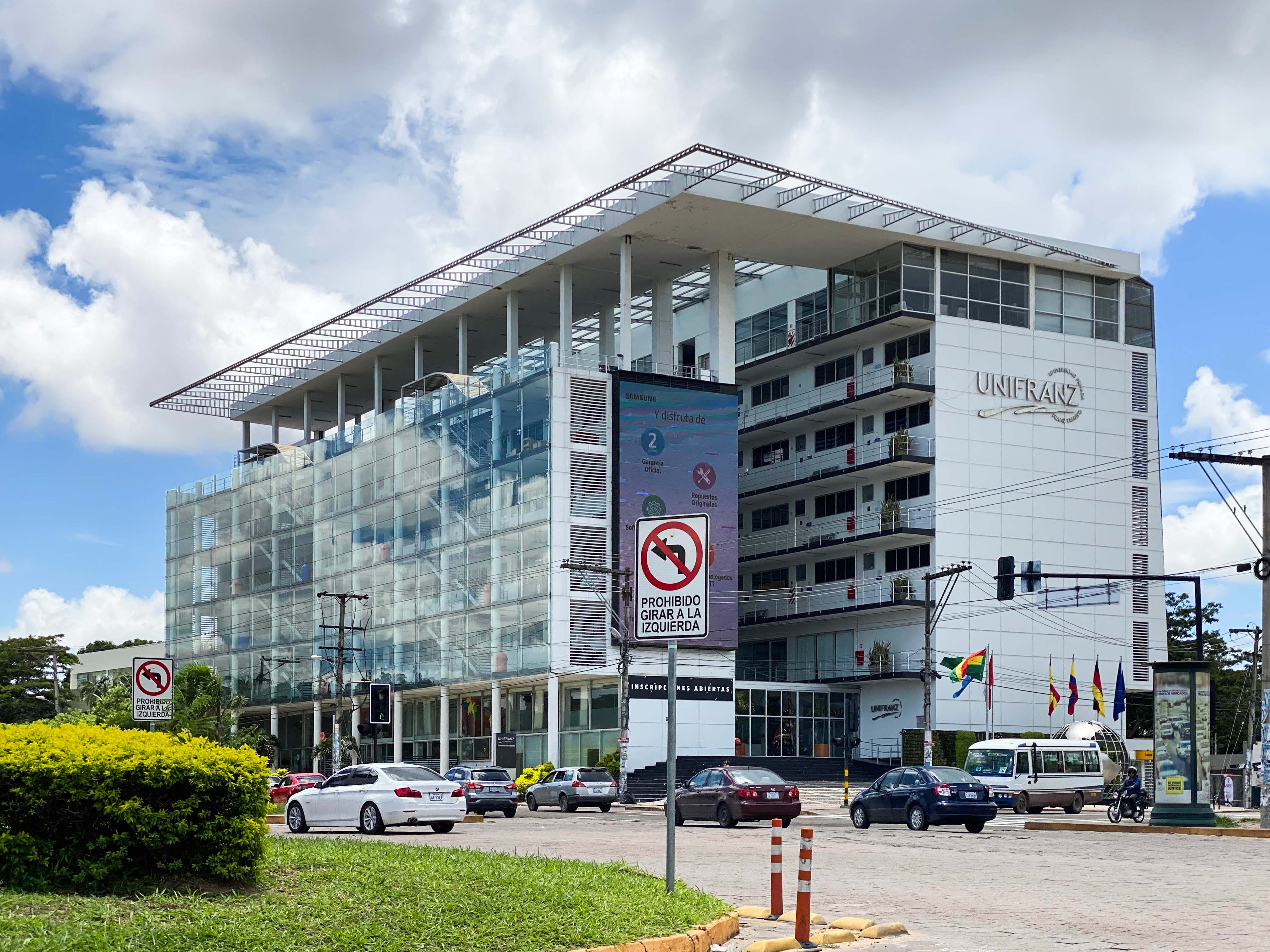
Universidad Franz Tamayo (Unifranz)
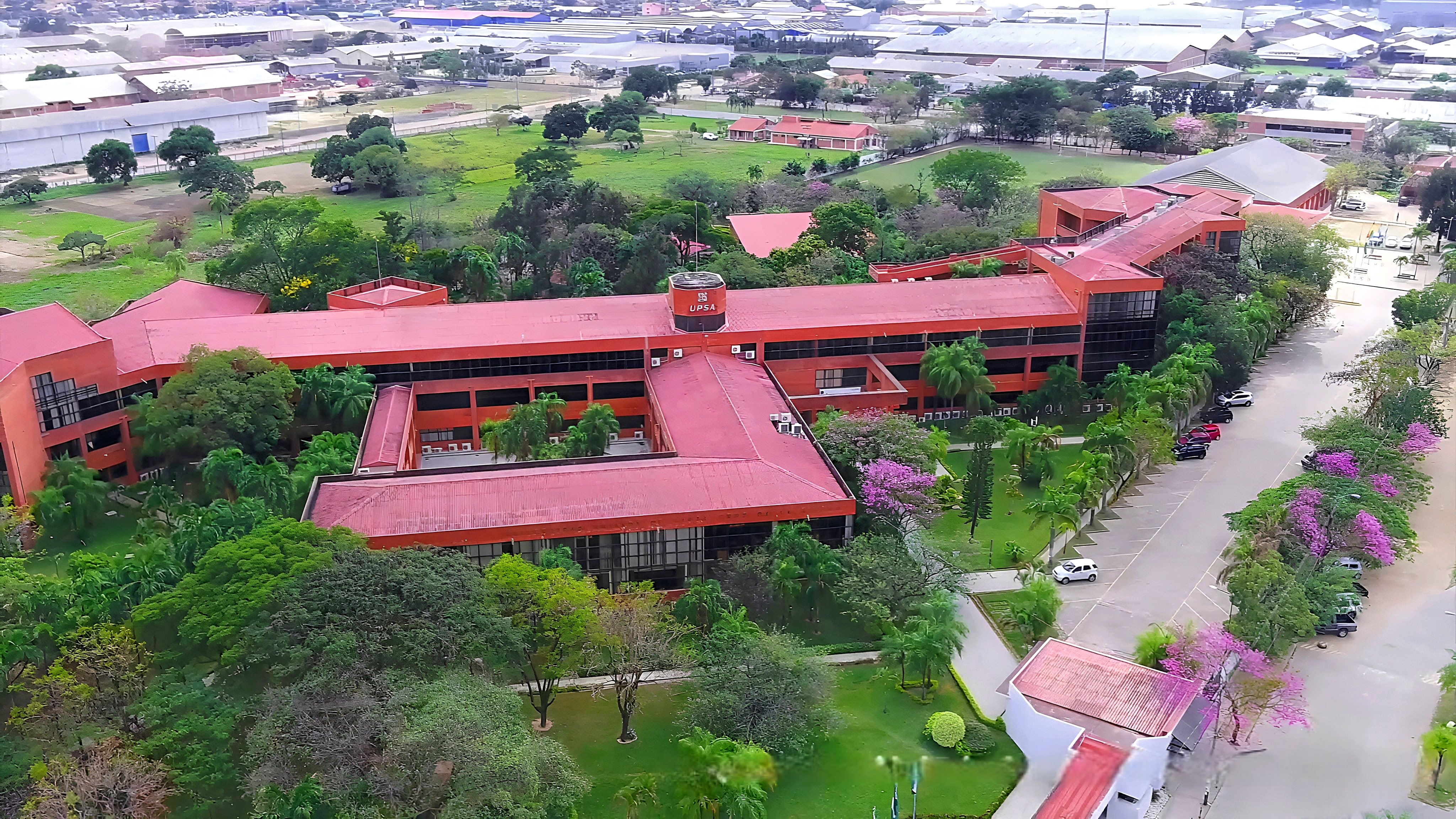
Universidad Privada de Santa Cruz de la Sierra (UPSA)

## Cultura
La cultura del departamento y de la ciudad de Santa Cruz tiene un origen mestizo con aportes mayoritariamente españoles, europeos y otros de origen indígena, de los grupos: guaraníes, chiquitanos y de la amazonía (arawakos).

### Carnaval
El carnaval de Santa Cruz de la Sierra comienza sus preparativos en diciembre, es decir de 2 a 3 meses antes, con sus famosas precarnavaleras para luego los tres días de feriado en donde la gente baila en las comparsas o agrupaciones formadas por estas que festejan en grande en amplios espacios de parqueos donde se organizan para tener artistas internacionales y nacionales ofreciendo fiestas multitudinarias. También está el paseo por el centro en un carnaval más popular y de pueblo.

### Danzas
En Santa Cruz de la Sierra es común ver danzas de todo el departamento y de otras regiones del país, así como el folclore internacional.
Las danzas típicas más identificativas de la ciudad son: el carnavalito cruceño, el brincao, la chovena, el taquirari y el sarao.

### Gastronomía
Comidas típicas:
- Majao, majado o majadito
- Locro teñido con urucú
- Locro carretero
- Sopa de Maní
- Rapi  al jugo
- Keperí
- Cogote de gallina relleno
- Patasca
- Chicharrón de surubí
- Pacumuto
- Tamal al horno
- Tamal a la olla
- Empanada de arroz
- Empanada de queso
- Empanada de jigote
- Empanada de carne
- Empanada de pollo
- Empanada de maíz
- Empanada de charque
- Pastel de choclo

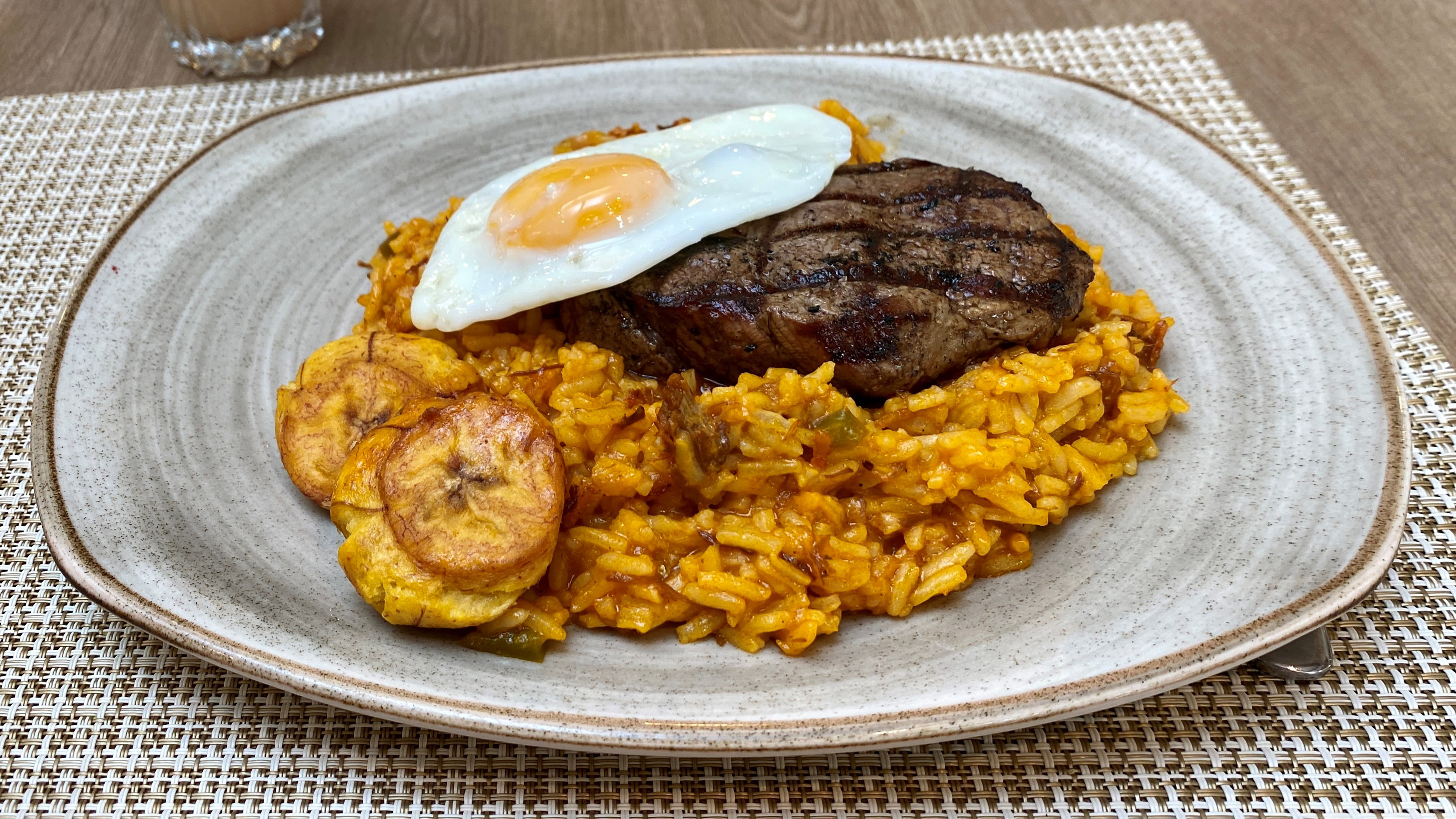
Majadito, plato tradicional cruceño. La versión original no incluye carne de res

- Masaco de plátano (mezcla de plátano con charque/carne seca)
- Masaco de yuca (mezcla de yuca con charque)
- Masaco de queso (mezcla de queso con plátano)
- Arepas
- Sopa tapada

Bebidas típicas :
- Somó
- Mocochinchi
- Chicha Camba

Masas típicas (horneao camba):
- Cuñapé
- Cuñapé abizcochado
- Sonso (o Zonzo)
- Sonso (zonzo) al palo
- Rosca de maíz
- Pan de arroz
- Bizcocho de trigo
- Queque

### Museos, centros culturales y galerías de arte

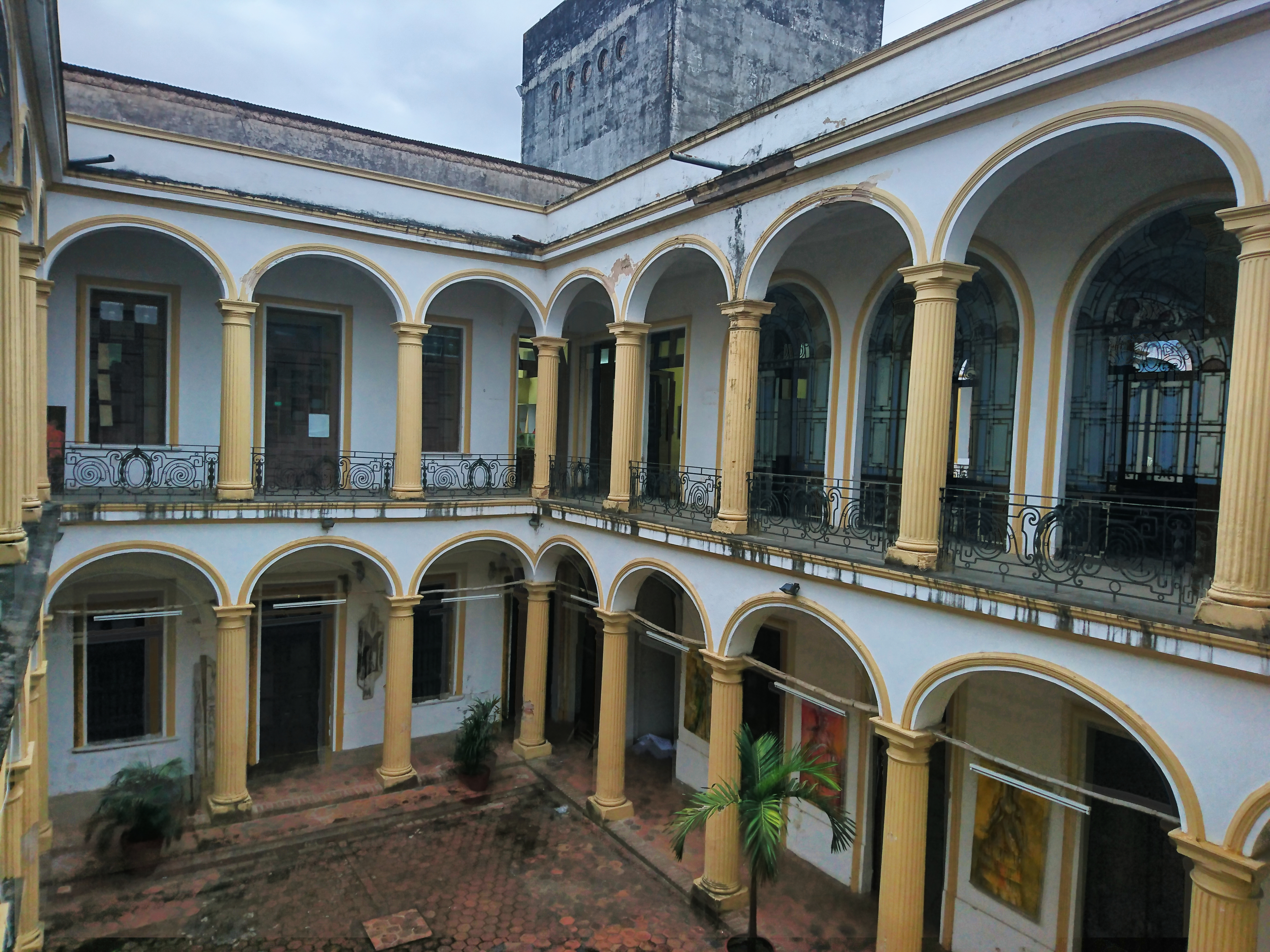
El Museo de Historia de Santa Cruz

La ciudad de Santa Cruz de la Sierra ofrece un circuito de espacios artísticos y/o culturales de diferentes temáticas; desde historia natural, pasando por arte sacro hasta llegar a lo nuevo del arte contemporáneo.

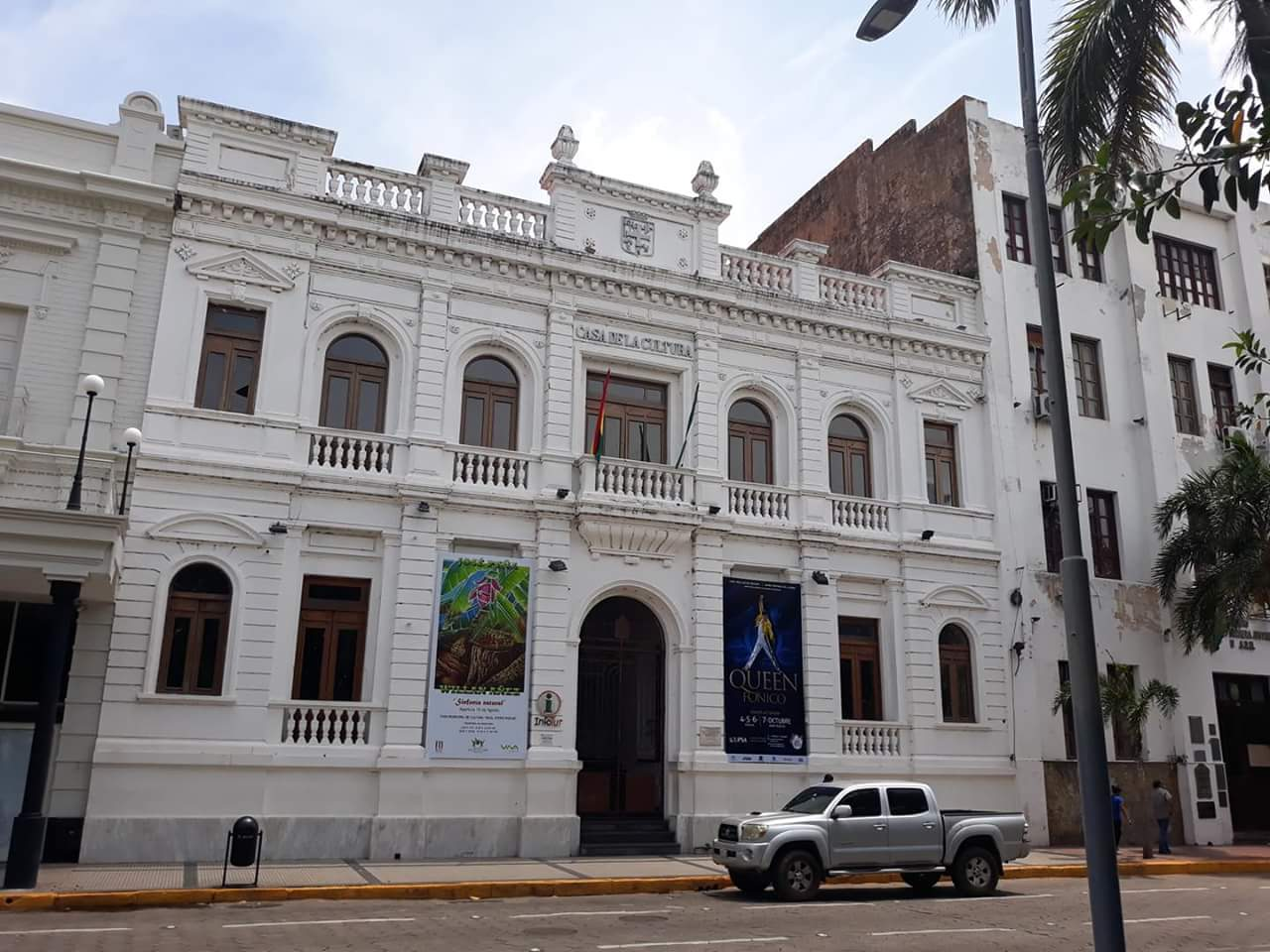
La Casa de la Cultura Raúl Otero Reiche

- Casa de la Cultura Raúl Otero Reiche
- Museo de Historia Natural Noel Kempff Mercado

Centro de investigación y extensión que expone la flora, fauna, paleontología, minerales y rocas del Departamento de Santa Cruz. Noel Kempff Mercado fue un científico boliviano nacido en Santa Cruz de la Sierra, uno de los impulsores de la conservación de la naturaleza en Bolivia
- Museo Histórico Nacional Teniente General German Busch Becerra
- Museo de Historia y Archivo Histórico Regional
- Museo Guaraní
- Museo Catedralicio de Arte Sacro
- Museo de Arte y Arqueología
- Museo de la Independencia
- Museo de Arte Contemporáneo
- Manzana Uno Espacio de Arte
- Centro Cultural Santa Cruz
- Centro Cultural Simón Iturri Patiño
- Centro de Formación de la Cooperación Española
- Centro Cultural Feliciana Rodríguez
- Centro Cultural Franco Alemán
- Kiosko Galería
- Galería de Arte Búho Blanco
- Galería de Arte Axioma
- La Florida

### Festivales, ferias y espectáculos internacionales
- FENAVID, Festival Internacional de Cine[55]
- Festival Iberoamericano de Cine de Santa Cruz
- Festival Internacional de Vinos y Quesos
- Festival de Música Barroca y Renacentista Americana de las Misiones de Chiquitos[56]
- Feria Ganadera
- EXPOCRUZ,[57] la feria exposición más grande de Bolivia.
- Feria Internacional del Libro

## Deporte

Estadio Ramón Tahuichi Aguilera

El deporte más popular en la ciudad, al igual que en todo el país, es el fútbol.
En Santa Cruz de la Sierra se encuentran dos de los clubes más importantes de Bolivia: El Club Blooming y el Club Deportivo Oriente Petrolero. Ambos juegan en la Liga de Fútbol Profesional Boliviano y disputan el Clásico cruceño.. Los planteles del oriente boliviano forman los más destacados futbolistas a nivel nacional.
Otros equipos que forman parte de la Liga de Fútbol Profesional Boliviano representando a Santa Cruz de la Sierra son Real Santa Cruz, y Royal Pari F.C.
Existen también equipos de segunda división que juegan en la Asociación Cruceña de Fútbol (ACF), tales como Destroyers, Universidad y Florida.
| Equipo                           | Escudo | Fund. | Apodo                   | Estadio                 | Presidente         | Entrenador         | Patrocinador                      | Indumentaria              | Liga                  | web                                                                      | uniforme |
| -------------------------------- | ------ | ----- | ----------------------- | ----------------------- | ------------------ | ------------------ | --------------------------------- | ------------------------- | --------------------- | ------------------------------------------------------------------------ | -------- |
| Club Blooming                    |        | 1946  | Academia cruceña        | Blooming Arena          | Sebastián Peña     | Víctor Hugo Antelo | Universidad Tecnológica Boliviana | Blooming Oficial          | Primera División 2021 | club-blooming.com/                                                       |          |
| Club Deportivo Guabirá           |        | 1962  | Diablos Rojos           | Estadio Gilberto Parada | Rafael Paz Hurtado | Víctor Hugo Antelo | Azúcar Guabirá                    | Olive Sport               | Primera División 2021 | clubguabira.com/                                                         |          |
| Club Deportivo Oriente Petrolero |        | 1952  | Oriente de mil batallas | Ramón Tahuichi Aguilera | Ronald Raldes      | Erwin Sánchez      | Cerabol                           | Oriente Petrolero Oficial | Primera División 2021 | Orientepetrolero.com.bo                                                  |          |
| 'Real Santa Cruz'                |        | 1962  | León Blanco del Pajonal | Estadio Real Santa Cruz | Carlos Sánchez     | David Perdiguero   | Nueva Santa Cruz                  | Arce Sports               | Primera División 2021 | Club-Real-Santa-Cruz-Oficial                                             |          |
| Royal Pari Fútbol Club           |        | 1993  | Los Leones              | Ramón Tahuichi Aguilera | Mario Chávez       | Miguel Portugal    | Grupo Sion                        | Hidra Ropa Deportiva      | Primera División 2021 | royalparifc.bo/ Archivado el 20 de diciembre de 2018 en Wayback Machine. |          |

El Gobierno Municipal de Santa Cruz de la Sierra cuenta con escuelas deportivas donde ofrecen cursos de fútbol y baloncesto.
También son populares deportes como basketball, tenis, voleyball, rugby, raquet, motocross, BMX, ciclismo, polo, pesca, natación, waterpolo, artes marciales mixtas, lucha greco romana, canoa kayak, golf, karate, entre otros.
Cuenta con uno de los estadios más importantes de Bolivia que es el Ramón Tahuichi Aguilera.
Ciudad natal del futbolista nacional Marcelo Martins
| Predecesor: Maracaibo | Ciudad Bolivariana (Junto a Cochabamba) 1993 | Sucesor: Arequipa |

## Entretenimiento

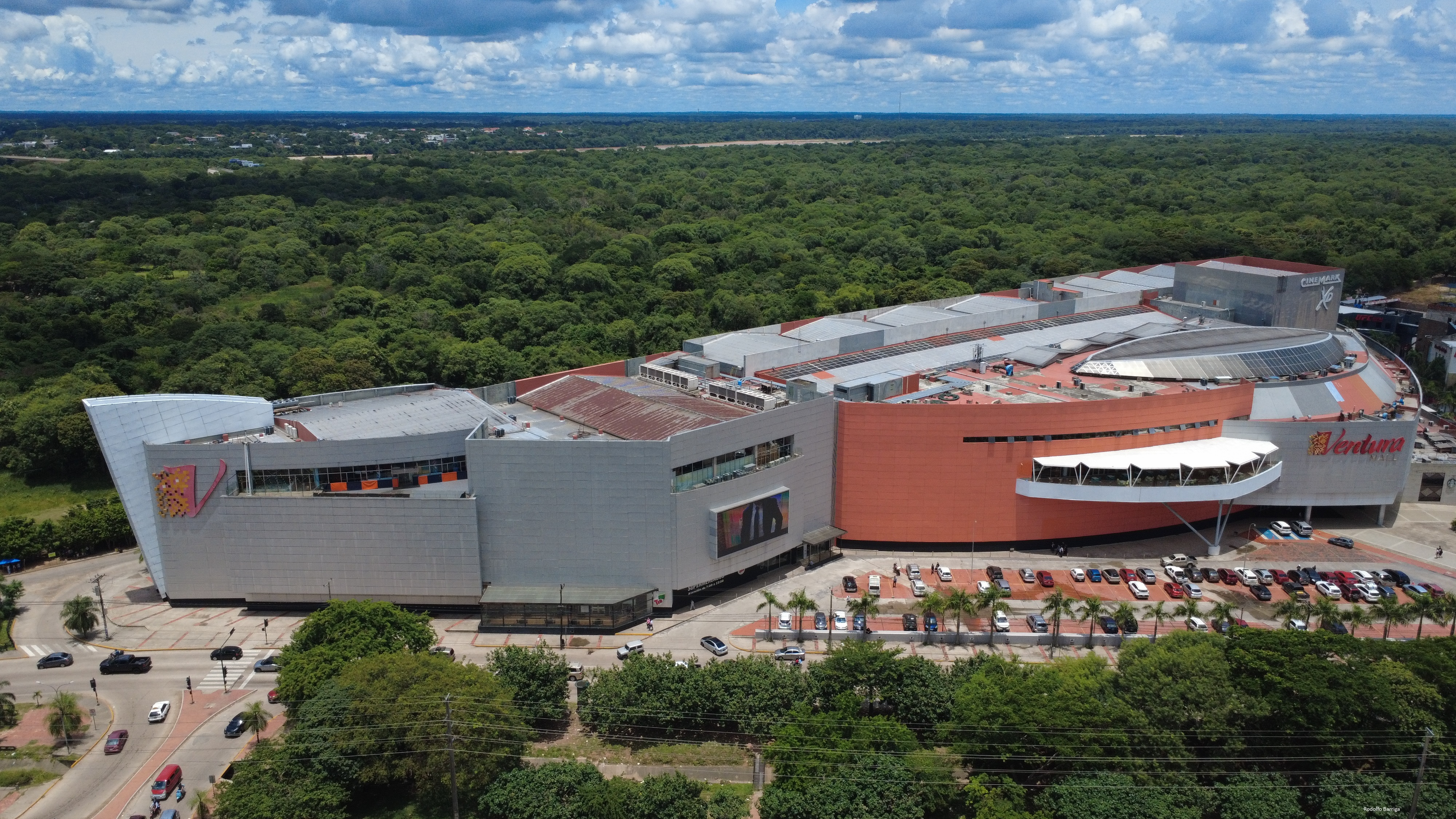
Ventura Mall

### Centros Comerciales
Cuenta con una gran variedad de lugares donde realizar compras.
- Ventura Mall
- Las Brisas Mall
- Beauty Plaza
- Patio Design Center
- Cine Center

## Comunicaciones
Los diarios de Santa Cruz de la Sierra con noticias regionales, locales, nacionales e internacionales:
- El Deber
- El Mundo
- El Día
- El Sol
- FM Bolivia (Periódico virtual)
- La Estrella del Oriente
- ASC Noticias
- Santa Cruz Hoy
- Hoy Bolivia
- Extrema velocidad

### Internet
Es la ciudad con mayor acceso a internet del país, las empresas que ofrecen conexión banda ancha, ADSL, satelital o fibra óptica son varias, como Cotas, Tigo, AXS o Digital TV, pero en conexión de datos móviles solo ofrecen actualmente Tigo, Viva y Entel.

### Televisión
La ciudad cuenta con servicios de contratación de TV por cable digital y satelital. También cuenta con canales de señal abierta como:
- Canal 2: Cristal de TV (local)
- Canal 4: Red Bolivisión (red nacional)
- Canal 5: Full TV (local)
- Canal 7: Bolivia TV (canal del estado)
- Canal 9: Red Unitel (red nacional)
- Canal 11: TVU (canal universitario)
- Canal 13: Red UNO (red nacional)
- Canal 15: Red Unitepc (red universitaria)
- canal 27: Red DTV (red nacional)
- Canal 18: Megavisión (local)
- Canal 23: Red ADVenir Internacional (Canal Cristiano/Internacional)
- Canal 31: Activa TV (local; solo por Cotas Cable TV)
- Canal 34: Gigavision (red nacional)
- Canal 36: Cadena A (red nacional)
- Canal 39: Red ATB (red Nacional)
- Canal 42: Red PAT (red nacional)
- Canal 47: RTP (Bolivia) (red nacional)
- Canal 49: canal MUSICAL (musical local)
- Canal 57: Sitel (local)
- Canal En línea: Bolivia Web TV
- Canal 38: TV Culturas (Canal del Estado)

### Radio
Éstas son las emisoras que emiten desde Santa Cruz de la Sierra en frecuencia modulada (FM):
- Radio Mundial (87.7 MHz)
- Radio admirable (88.6 MHz)
- Radio Atlántica (88.9 MHz)
- Radio Amboró (89.5 MHz)
- Radio Súper Éxito (89.8 MHz)
- Radio Macanuda (90.4 MHz)
- Radio BBN (90.7 MHz)
- Radio FM 3000 Victoria (91.0 MHz)
- Radio Capo (91.3 MHz)
- Radio Radio Activa (91.9 MHz)
- Radio Santa Cruz (92.2 MHz)
- Radio Cristiana (92.7 MHz)
- Radio Mix (93.1 MHz)
- Radio Betania (93.7 MHz)
- Radio Patria Nueva (94.3 MHz)
- Radio FIDES (94.9 MHz)
- Radio Tropical (95.2 MHz)
- Radio Oriental (96.1 MHz)
- Radio Uno (96.7 MHz)
- Radio La Mega (97.3 MHz)
- Radio María (97.6 MHz)
- Radio Andrés Ibáñez (97.9 MHz)
- Radio Tricolor Cañoto (98.2 MHz)
- Radio Disney Bolivia (98.5 MHz)
- Radio Hit (99.1 MHz)
- Radio bolivarianita (99.4 MHz)
- Radio Manantial (99.7 MHz)
- Radio Universitaria (100.0 MHz)
- Radio cristiana (100.6 MHz)
- Radio Marítima (100.9 MHz)
- Radio Meteoro (101.2 MHz)
- Radio Fama (101.5 MHz)
- Radio Melodía (102.1 MHz)
- Radio Alternativa (103.0 MHz)
- Radio El Deber (103.3 MHz)
- Radio Enlace (103.9 MHz)
- Radio Coronel Eduardo Abaroa (104.2 MHz)
- Radio R.Q.P. (104.5 MHz)
- Radio actualidad (104.8 MHz)
- Radio Caliente (105.1 MHz)
- Radio Sol (105.5 MHz)
- Eres Radio (105.7 MHz)
- Radio Panamericana (106.3 MHz)
- Radio expresión (106.6 MHz)
- Radio Clássica (106.9 MHz)
- Radio Liberación (107.2 MHz)
- Radio Nuevo Tiempo (107.5 MHz)
- Radio Éxito Santa Cruz (107.8 MHz)

En amplitud modulada (AM):
- Santa Cruz (960 kHz)
- Radiodifusora del Oriente (1000 kHz)
- Oriental (1200 kHz)

Radios virtuales:
- AM Latina
- Radio Iyambae
- PVT Radio

En la radiodifusión de la ciudad se puede distinguir radios del formato juvenil, adulto, de noticias, religiosos y otros, que transmiten desde Santa Cruz de la Sierra.

## Ciudades hermanas
| - La Plata, Argentina, 1994. - Guadalajara, México. - Veracruz, México. - Dávao, Filipinas - Santiago de Cuba, Cuba - Bayamón, Puerto Rico - Mayagüez, Puerto Rico | - Salta, Argentina - Villa Mercedes, San Luis, Argentina - Sevilla, España. - Curitiba, Brasil - Campinas, Brasil - Condado de Miami-Dade, Florida, Estados Unidos - Medellín, Antioquia, Colombia (Desde 1998) - Asunción, Paraguay - Arequipa, Perú - Chancay, Perú (Desde 2025) - Ciudad Quezón, Filipinas - Toronto, Canadá - Río de Janeiro, Brasil | - Taichung, República de China (Desde 1981) - Tainan, República de China (Desde 1981) - Barcelona, España (Desde 2008) - Santa Cruz de Tenerife, Islas Canarias, España (Desde 1978) - Edimburgo, Reino Unido (Desde 1996) |